# Mineo (Italia)
Mineo (Minìu o Minèu in siciliano) è un comune italiano di 4 369 abitanti della città metropolitana di Catania in Sicilia.
È situato sulle pendici nord-occidentali dei monti Iblei.

## Geografia fisica

### Territorio
(Vito Maria Amico, Dizionario tipografico della Sicilia)
Il territorio menenino occupa il 4º posto, dopo Caltagirone, Ramacca, Bronte, come estensione tra i 55 comuni della provincia di Catania. Si estende per 24 484 ettari (oltre 30 000 salme, l'antica unità di misura siciliana). Il suo vasto territorio comprende a sud e a est una zona montuosa di altitudine compresa fra i 500 ed i 650 m s.l.m., si tratta delle propaggini nord-occidentali dei Monti Iblei. Questa zona, detta in siciliano Parti di vigna, è contraddistinta da un'alternanza di avvallamenti (Fiume Caldo), colline (Poggio della Spiga, Poggio Palermo ecc.) e altopiani (Piano di Camuti). Questo territorio è ricco di uliveti secolari, mandorleti e macchia mediterranea (sono presenti querce, roverelle e lecci).
A nord-ovest il centro abitato si affaccia sulla valle dei Margi. la valle dei Margi (o del fiume Caltagirone, chiana di Minìu in siciliano) è una appendice sud-occidentale della piana di Catania, intensamente coltivata ad agrumeti ed ortaggi. Oltre la vallata si incontra una vasta zona collinare(le propaggini sud-orientali dei monti Erei) al centro del quale sorge la frazione di Borgo Pietro Lupo. Questo territorio è coltivato prevalentemente a cereali (frumento). In questa parte del territorio menenino scorre il fiume Pietrarossa dal cui sbarramento con la incompiuta Diga di Pietrarossa si sarebbe dovuto originare un omonimo lago artificiale
A nord est si incontra il monte Catalfaro, nei pressi del quale scorrono il torrente omonimo e il torrente Gelso, chiamato nell'antichità Erice. Il fiume dei Margi, il Pietrarossa ed il torrente Catalfaro sono tutti affluenti del Gornalunga e quindi del Simeto. Tutto il territorio del comune di Mineo ricade nel bacino idrografico del fiume Simeto.

### Clima
Il paese, arroccato sulla sommità di due colli sulle propaggini nordoccidentali degli Iblei, gode di un clima collinare salubre e secco. Le precipitazioni si concentrano nei mesi autunnali e invernali, a carattere piovoso. L'estate è calda, secca e tutto sommato mitigata per via dell'altitudine e di una relativa ventilazione.

## Origini del nome
Il nome Mineo deriva dal latino Menae-arum che continua il greco Menainon (Μεναινων) e il siculo Menai. Secondo un'ipotesi che risale al XIX secolo, il termine greco-siculo sta per accampamento di soldati. Un'ipotesi più recente riconduce il siculo "Menai" al sostrato pre-indoeuropeo (cfr. il basco mendi, 'monte'), questo elemento è presente in diversi toponimi dell'Italia meridionale (ad esempio Taormina).

## I simboli della città

### Lo stemma

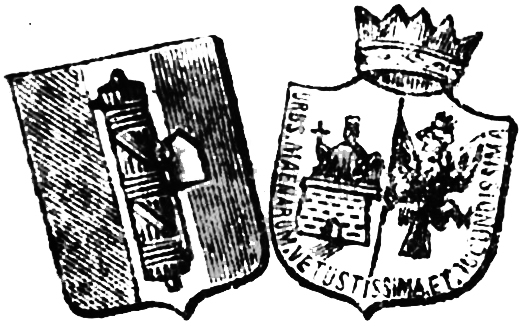
Stemma del comune di Mineo (anni '30)

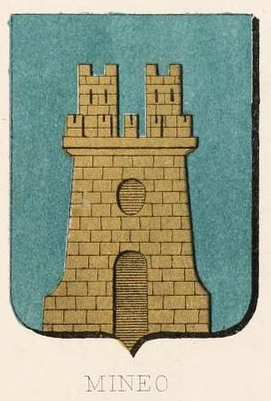
Stemma di Mineo - 1871 ca.

Lo statuto comunale così descrive lo stemma cittadino: «Scudo sormontato da una corona a 5 punte e con la scritta Urbs Maenarum vetustissima ed iucondissima (sic! - da correggere in Urbs Maenarum Vetustissima et Iucundissima) che abbraccia lo scudo. 

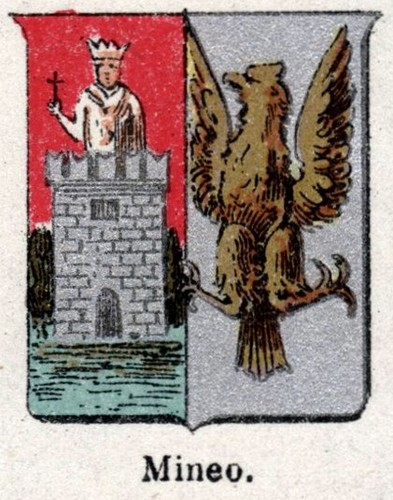
Stemma di Mineo risalente al 1901

Lo scudo è suddiviso in due parti: quella di sinistra di colore giallo porta l'emblema dell'aquila reale ricamata in oro, quella di destra di colore azzurro raffigura il busto della Patrona di Sant'Agrippina che si erge al di sopra di una torre merlata, di colore marrone, anch'essa ricamata in oro.» Nel dettaglio: «A sinistra spicca l'immagine di Sant'Agrippina [..] emergente dal castello, come quando apparve nei giorni in cui Mineo stava per essere saccheggiata dai Saraceni. A destra è l'aquila imperiale, anch'essa coronata, che mostra tutt'intera stilizzata, la sua parte anteriore con le ali spiegate, con il becco rivolto verso destra e le zampe aperte ai lati verso l'esterno.» La corona è all'antica, cioè a cinque punte senza perle. L'aquila e la figura della santa sono ambedue coronate. 

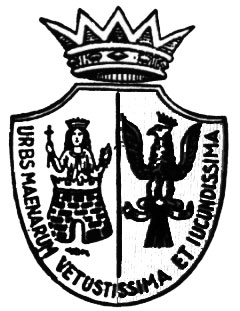
Versione amministrativa al tratto dello stemma di Mineo

In alcune raffigurazioni dalla torre fa capolino un diavolo. In alcune versioni anziché una torre se ne hanno tre, in questo modo si evidenzia la somiglianza tra le torri e l'abside merlata della Chiesa di Sant'Agrippina.
A metà del XVIII secolo il Marchese di Villabianca afferma che «[Mineo] mostra nell'arma un Castello a due Torri».

### Il motto
Il motto e il titolo Urbs Maenarum Vetustissima et Jucundissima (Città di Mineo antichissima e felicissima) fu concesso alla comunità menenina dall'imperatore Carlo V il 27 giugno 1543

## Storia
L'origine di Mineo si perde nella notte dei tempi. La città ha conosciuto tutte le vicende storiche che hanno contribuito a formare l'identità siciliana nel corso dei secoli. Comunque tra gli antichi è citata da Diodoro Siculo, Tolomeo, Apollodoro, Stefano, Vibio, Cicerone e Plinio.
Nel 1448 Alfonso V d'Aragona concesse in feudo la città alla famiglia Barilla di Reggio Calabria.
Il 3 maggio 1826 a Mineo è stata osservata la caduta di un meteorite, battezzato appunto Mineo.

## Monumenti e luoghi d'interesse

### Architetture civili e militari
Escludendo le costruzioni di tipo militare (i castelli, le mura ecc.) la maggior parte degli edifici menenini sono stati realizzati dopo il terremoto del Val di Noto del 1693, praticamente fra il tardo Seicento e l'Ottocento. Si tratta di palazzi fatti costruire dalla nobiltà cittadina o dall'alta borghesia terriera, edifici nella loro semplicità di provincia testimoniano un certo gusto del bello e che si inseriscono armonicamente nel tessuto urbanistico della città.

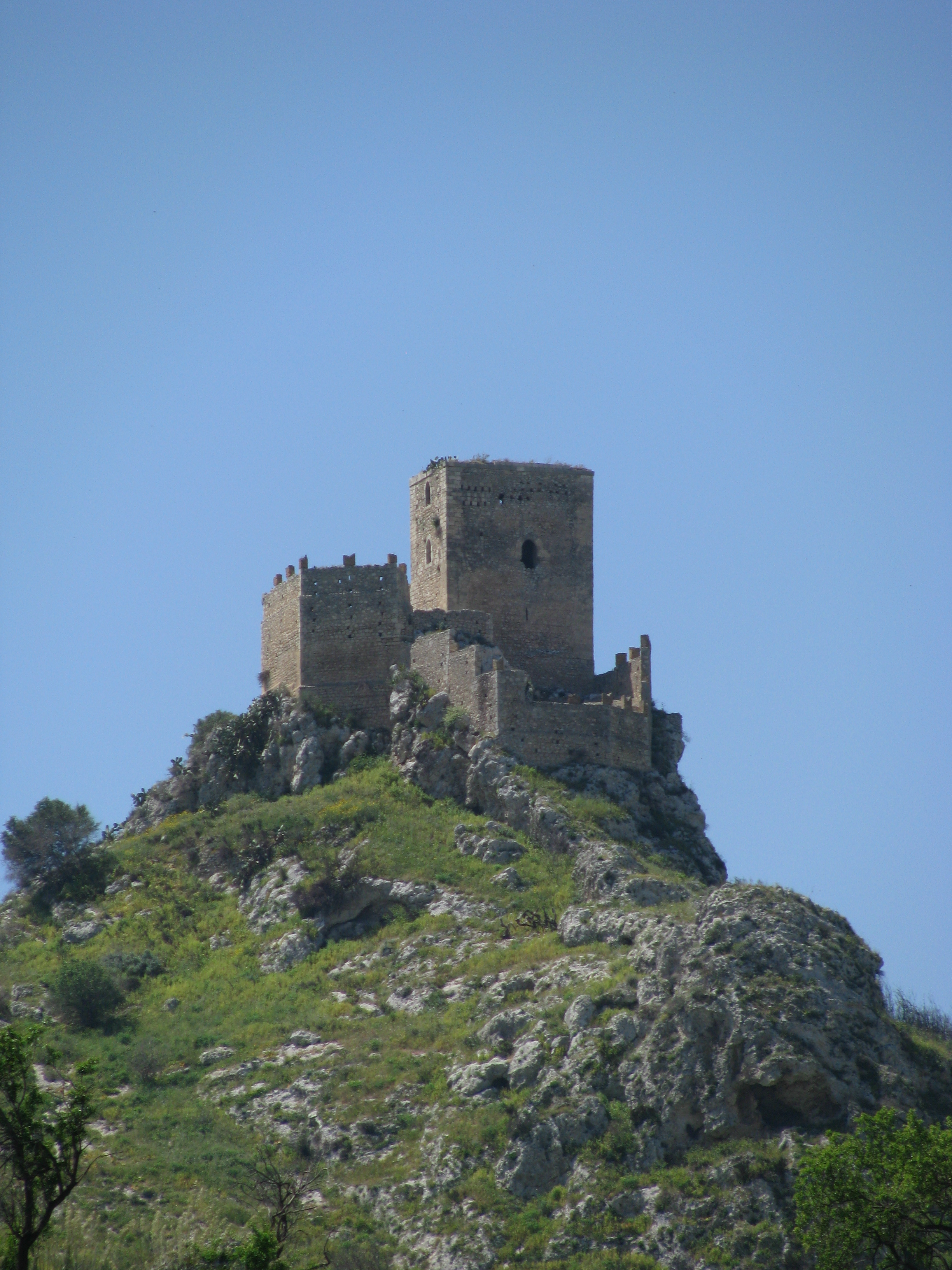
Castello di Serravalle

Castello di Serravalle: La costruzione del castello risale al '200, alla struttura originaria nel corso del XIX secolo sono state aggiunte altre opere.

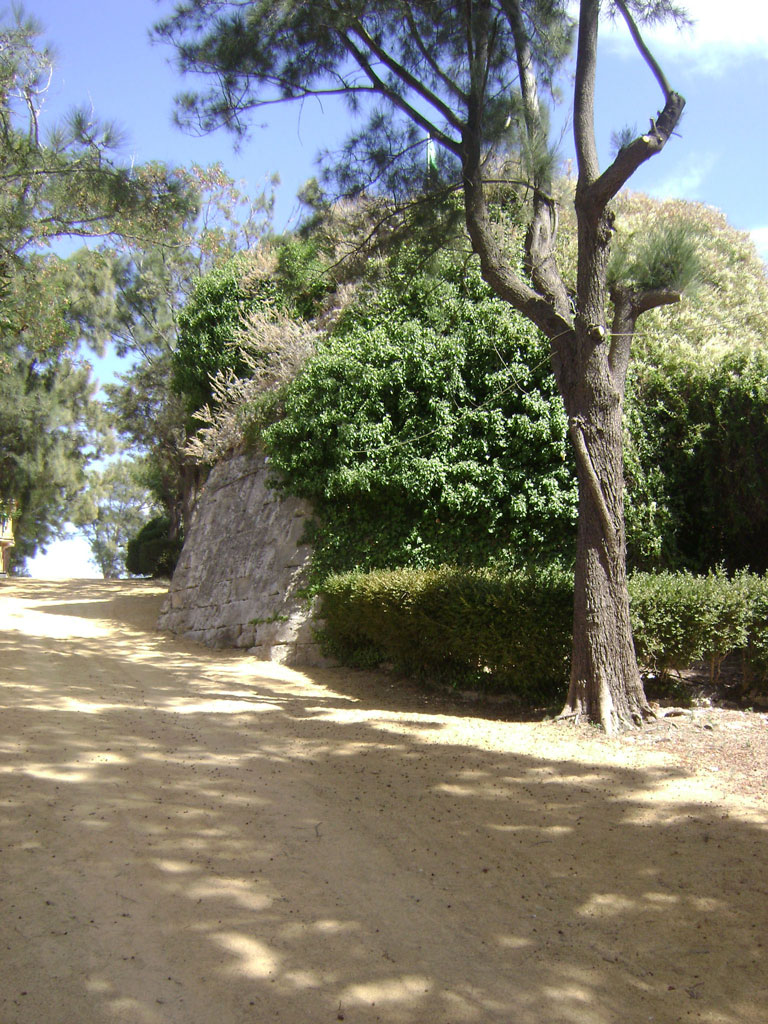
Ruderi della torre maestra del Castello Ducezio

Ruderi del Castello Ducezio: antico castello che si trova nella parte alta della città.

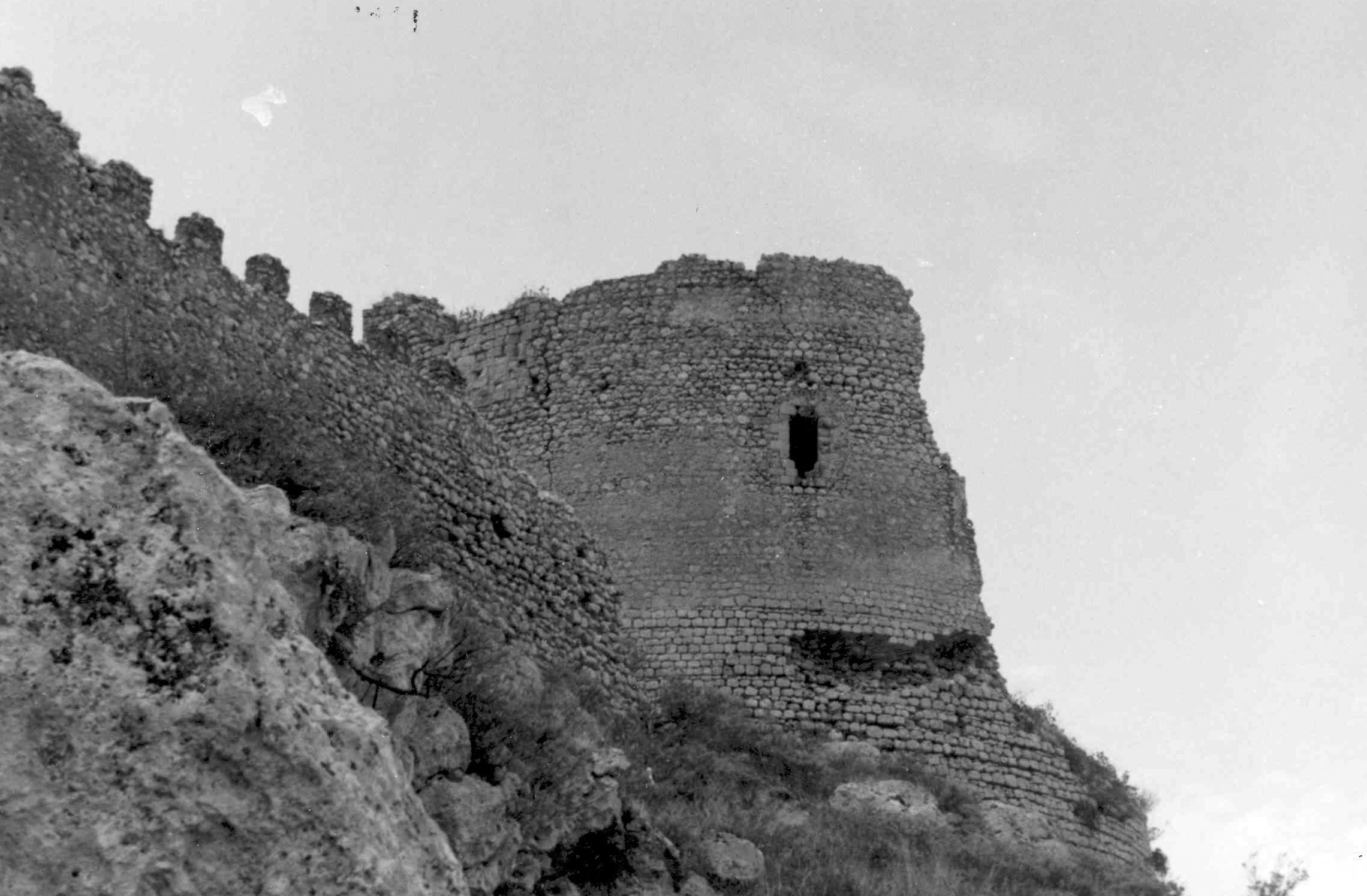
Castello di Mongialino

Castello di Mongialino: Il castello si trova in C.da Montalfone nei pressi del fiume Pietrarossa al confine con la provincia di Enna. Documentazione del castello si ha a partire dal '300, ancora nel '700 era sostanzialmente integro.

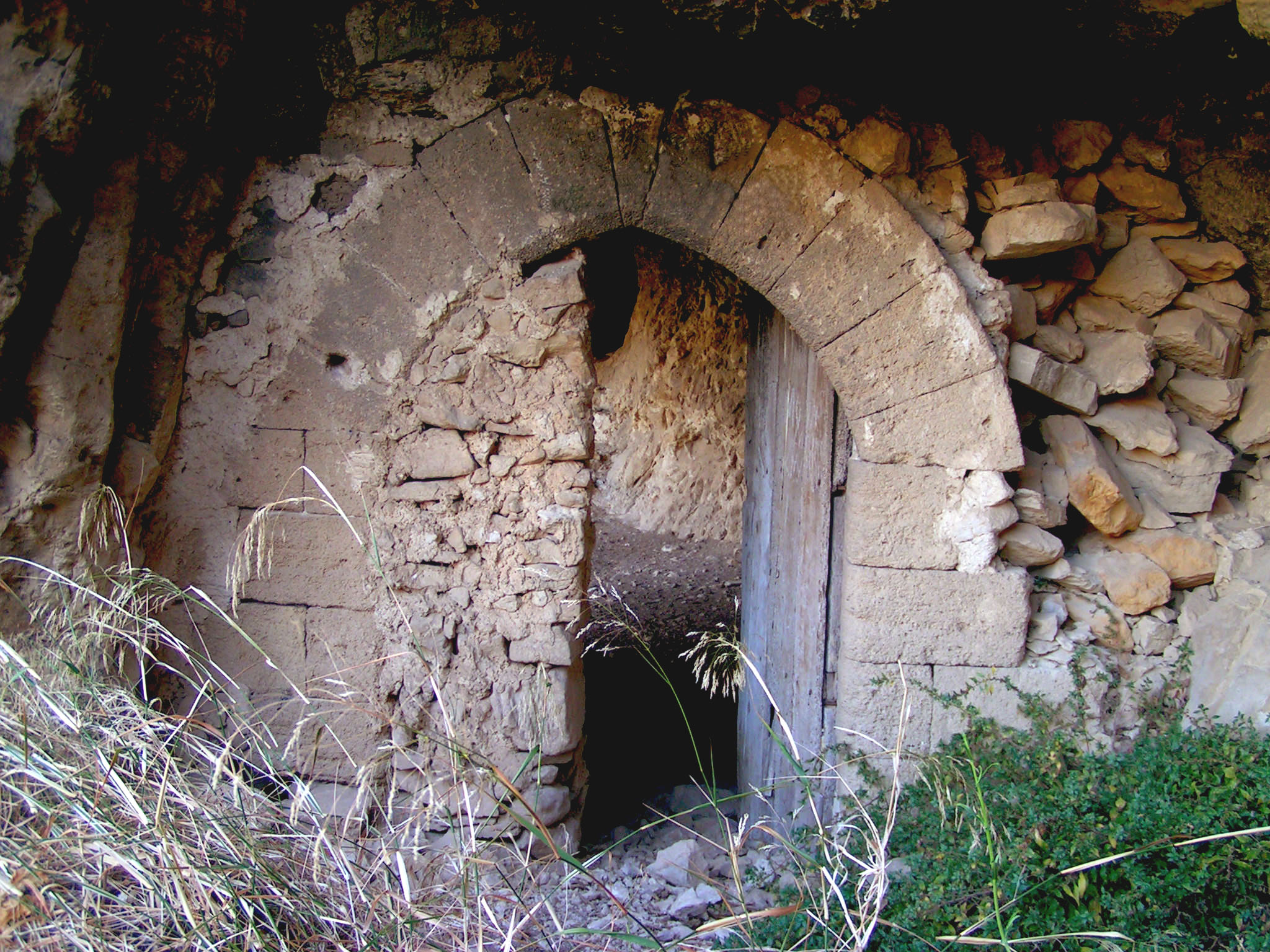
L'ingresso alla Grotta

Castello rupestre della Grotta di Sant'Agrippina: Il complesso rupestre della Lamia, oggi noto come la grotta di Santa Agrippina, per il suo impiego come santuario campestre della santa patrona di Mineo, presenta i caratteristici accorgimenti di un sito fortificato.

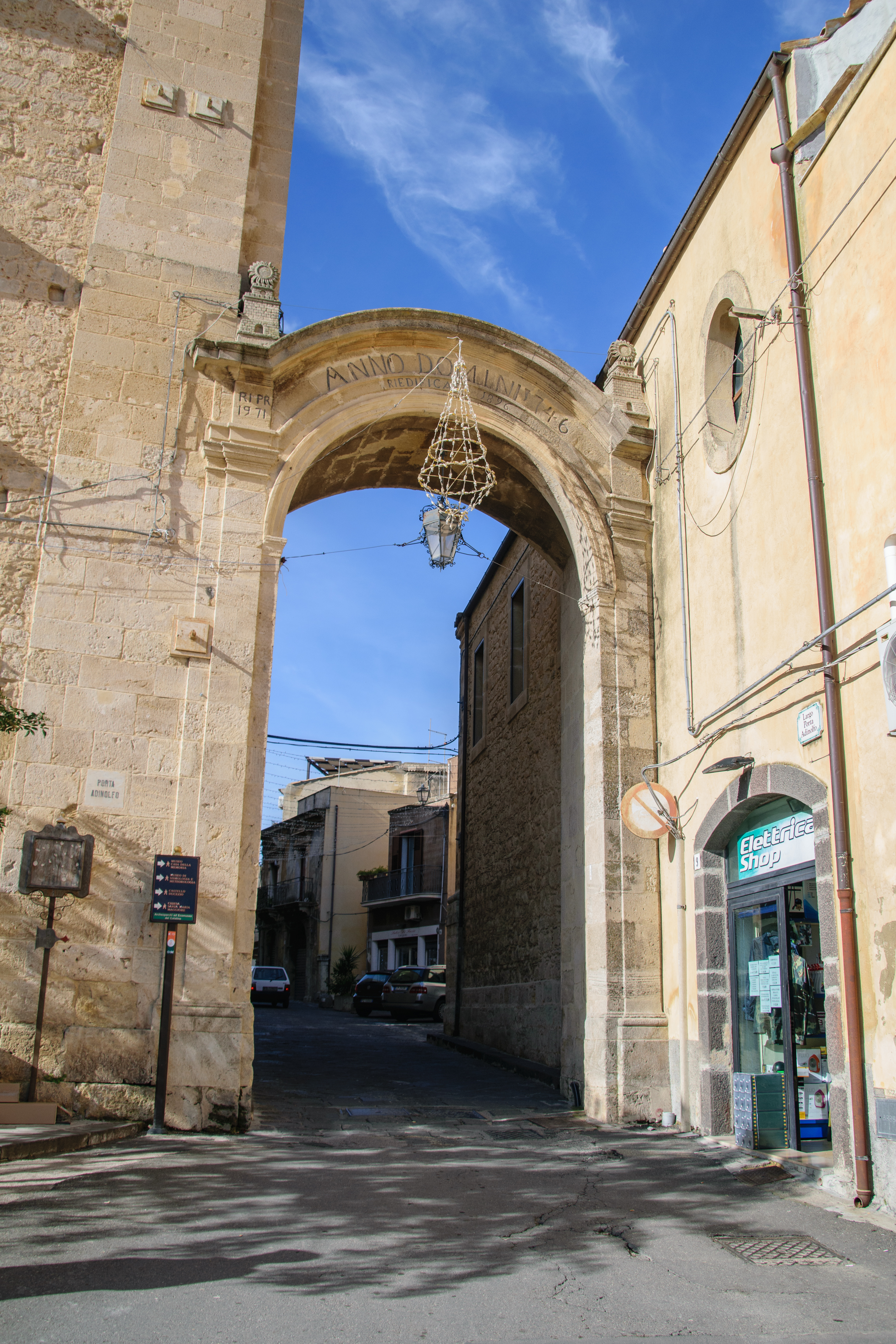
Porta Adinolfo (l'antica Porta del Mercato)

Porta Adinolfo: Si tratta dell'antica porta del Mercato, l'unica delle cinque porte che ancora esiste a Mineo. Le porte attraverso le quali si accedeva alla città erano: Porta del Mercato, Audientia (Udienza), Jacò (forse da un ebreo Jacob che abitava nelle vicinanze), Odigitria (Itria) e Pusterna (si trattava di una porta minore, di una posterla appunto). Porta del Mercato fu ristrutturata nel 1746 e successivamente alla fine del XIX secolo, quando fu dedicata all'eroe del vespro Adinolfo da Mineo. In ciascun lato in alto si trova una torre arricchita da un disco solare, simboli che indicano il castello Ducezio e il tempio del dio Sole.

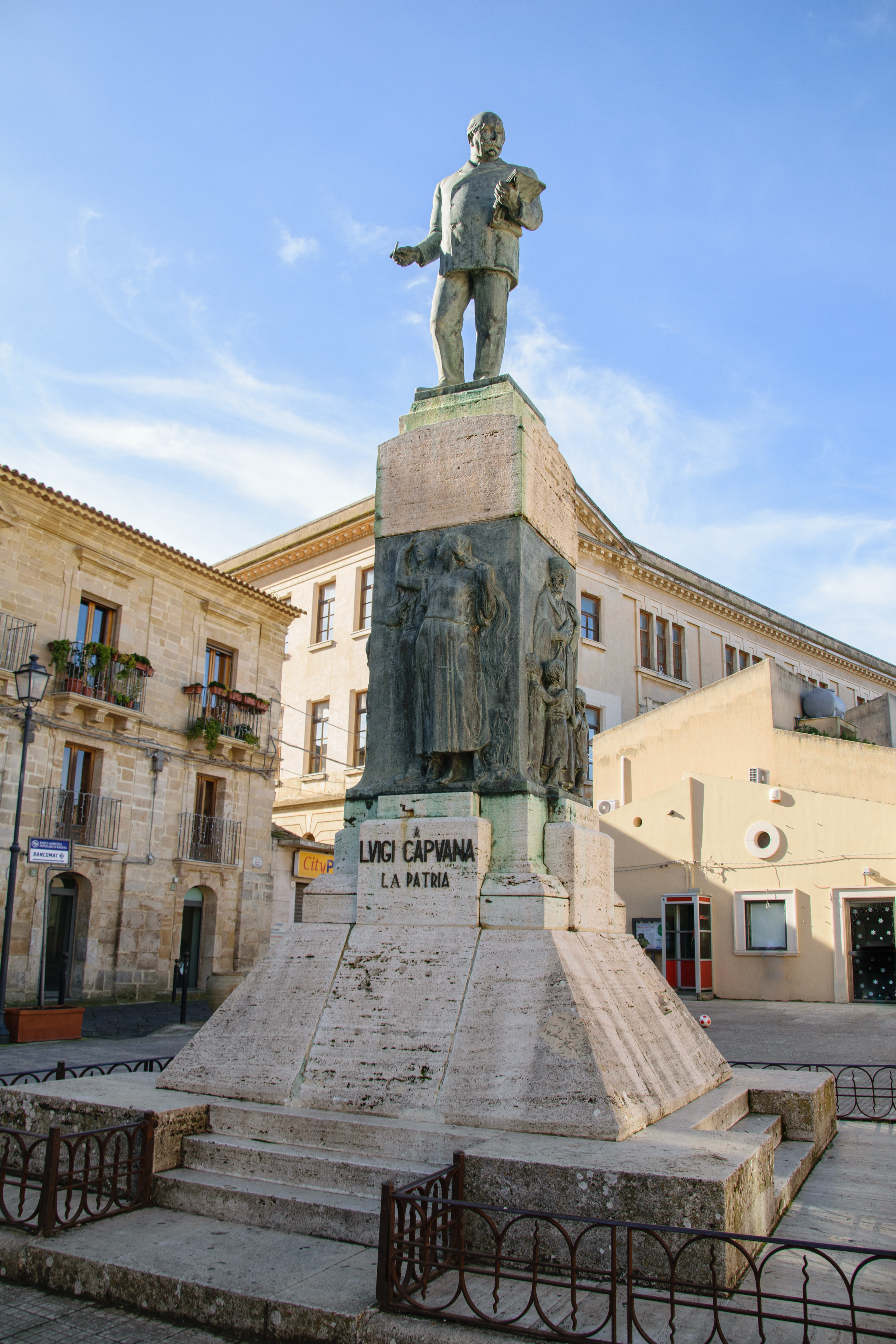
Monumento a Luigi Capuana

Monumento a Luigi Capuana: Si trova al centro della piazza principale di Mineo, piazza Buglio. La statua e i pannelli in bronzo sono opera del maestro Vincenzo Torre. Il monumento fu inaugurato nel 1936. II basamento è in travertino. Nei pannelli sono raffigurate scene tratte dalle opere dello scrittore: Giacinta, Bona genti, Il marchese di Roccaverdina e un'allegoria delle sue fiabe.

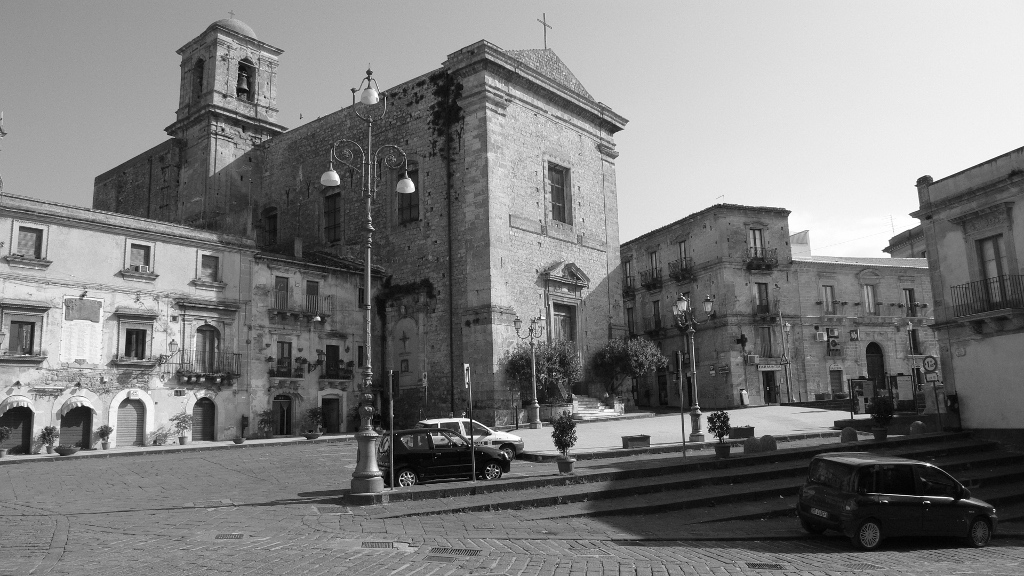
Il complesso dell'ex Collegio

Municipio ex Collegio dei Gesuiti: Il Collegio fu progettato dall'architetto gesuita Natale Masuccio da Messina, a volerne la fondazione fu Tommaso de Guerriero (o de Gurreri) e la consorte Desiata de Parisio in onore dell'unica figlia Angela morta prematuramente. Con l'espulsione dei gesuiti dal Regno di Napoli e Sicilia (1767) passò nel patrimonio dell'amministrazione civile. Ma l'effettiva requisizione si avrà sono 64 anni dopo. Nel 1831 il Collegio dei Gesuiti fu requisito in base ad una circolare ministeriale in cui si ordinava di risparmiare sugli «affitti degli uffici amministrativi e di giustizia trasferendo detti uffici presso conventi e case religiose abbandonate.» Vì si trovano attualmente gli uffici comunali, il Giudice di pace, l'archivio storico Receputo Gulizia, l'ufficio Sanitario, la Fondazione Giuseppe Bonaviri ecc. L'interessante chiostro interno è utilizzato per eventi culturali.
Palazzo Capuana: vi nacque lo scrittore Luigi Capuana, esponente di spicco del "verismo", assieme all'amico Giovanni Verga che più volte venne a trovarlo a Mineo. Il palazzo settecentesco, in via Romano, sede oggi dell'omonimo museo e della biblioteca comunale, è particolare per le mostre e per i timpani a semicerchio e a triangolo che ornano i balconi, nonché per il portale d'ingresso e per la bella scala.

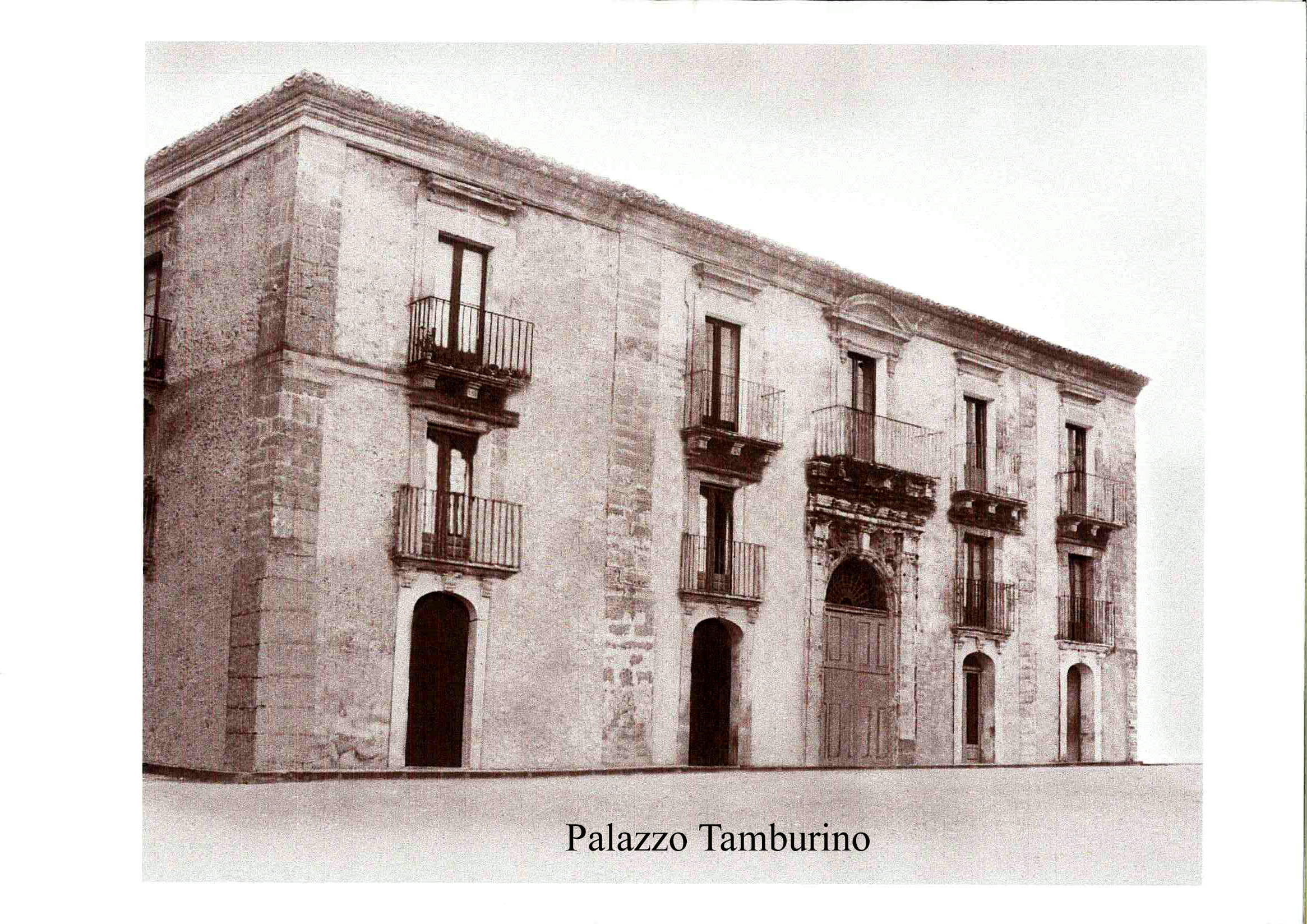
Palazzo Tamburino, piazza Buglio

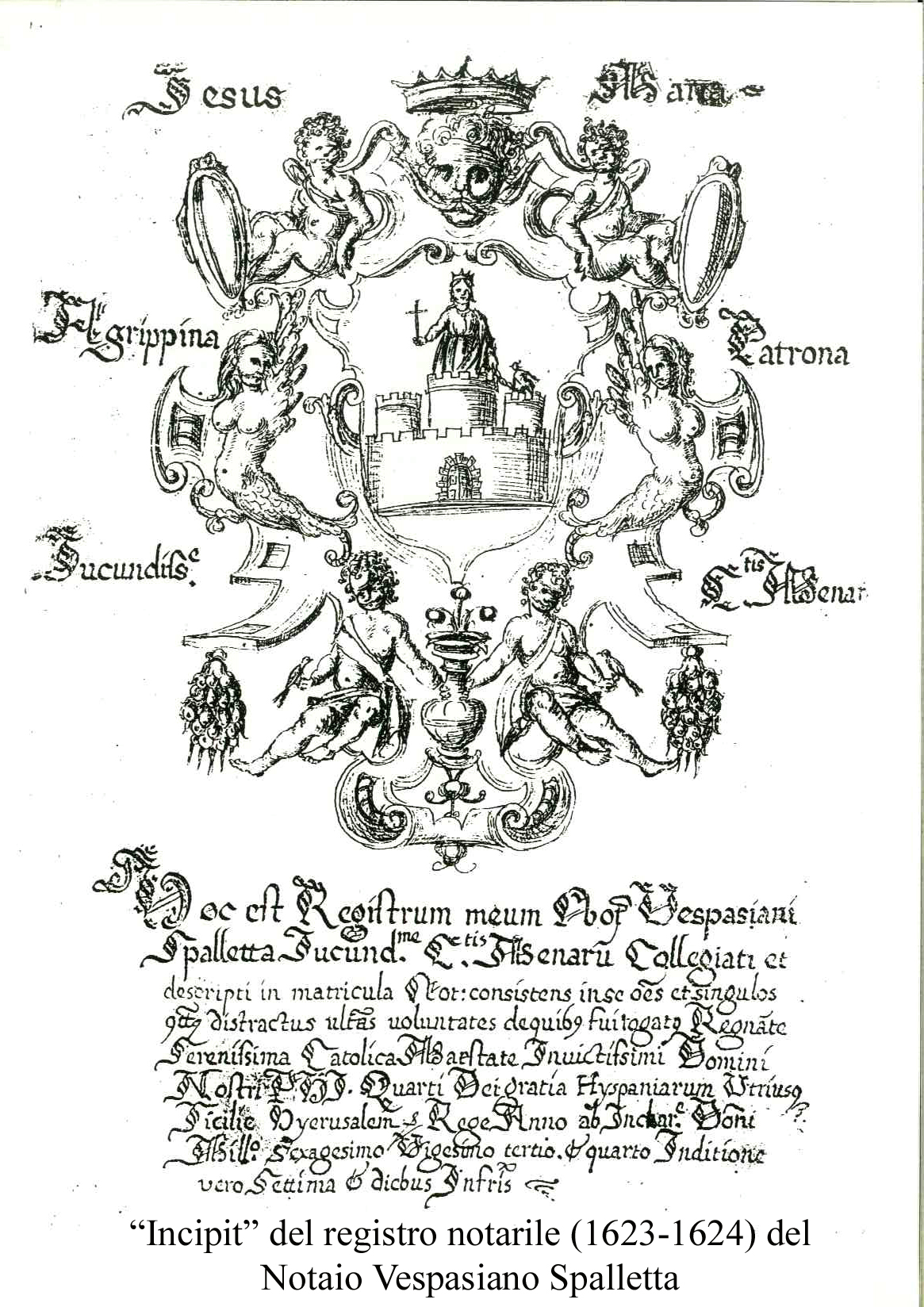
Incipit del registro del notaio Spalletta

Palazzo Tamburino: Apparteneva alla famiglia del notaio Vespasiano Spalletta (N.B.: Le Poste Italiane il 16.6.1994 hanno emesso un francobollo illustrativo dell'Archivio di Stato di Catania, riproducente l'"Incipit" del registro del suddetto notaio Spalletta, relativo all'anno "indizionale" 1623). Dal notaio Spalletta passò ai Tamburino, avendo la figlia Agrippina sposato Matteo Tamburini (da cui presero origine i Tamburino a Mineo), transfuga da Caltanissetta per sfuggire alla repressione consecutiva alla congiura antispagnola del 1650. Il palazzo, ricostruito dopo il terremoto del 1693, si trova in piazza Buglio (allora piazza del Mercato). Dalle sobrie linee settecentesche presenta ornamenti in rilievo di ispirazione classica. All'interno, l'androne è abbellito da una scala e da colonne doriche.

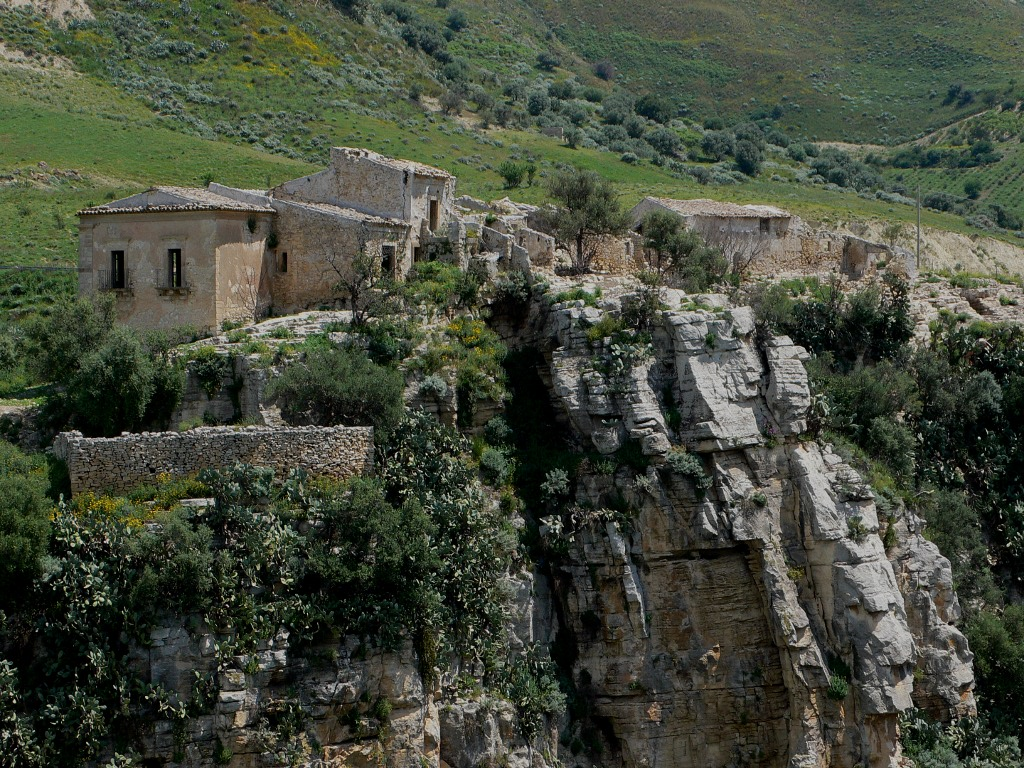
La villa di Luigi Capuana a Santa Margherita

Villa Santa Margherita: La villa di campagna di Luigi Capuana si trova in quasi completo abbandono. L'edificio è stato costruito a strapiombo su un profondo canyon che dona al sito un grande fascino. Il Capuana ambientò qui il suo celebre romanzo Scurpiddu

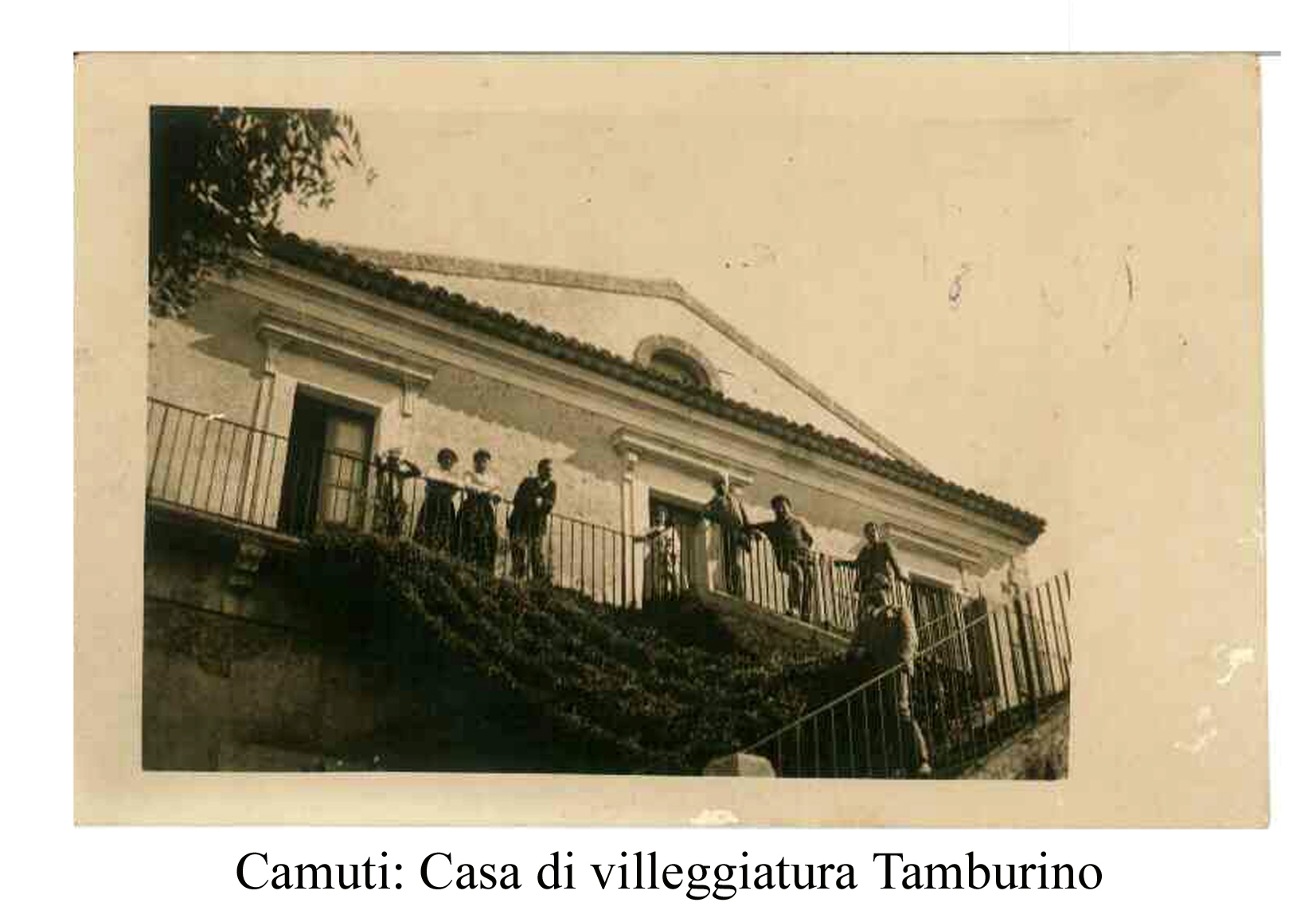
La villa dei Tamburino a Camuti

Villa Camuti: Casa di villeggiatura estiva dei Tamburino, costruita a metà Ottocento su progetto dell'architetto Belfiore. L'edificio a due piani è ben conservato: si accede al piano superiore con una bella scala che inizia con due rampe e quindi prosegue con un'unica aprendosi in una lunga balconata che avvolge tutti e quattro i lati della casa, permettendo di ammirare il panorama a 360º. Sorge nel pianoro dell'altipiano Camuti sul fondo rustico appartenuto un tempo al poeta dialettale Paolo Maura che vi soleva radunare annualmente i poeti di tutta l'isola per "cimentarsi in versi". Tradizione vuole che le donne incinte vi si recavano per augurarsi un buon intelletto per i propri nascituri. Il fondo pervenne ai Tamburino per donazioni, a partire da quella della nipote del poeta, Rosaria Maura, che la lasciò al marito Matteo Gulizia e da questo alla seconda moglie Agrippina Tamburino.

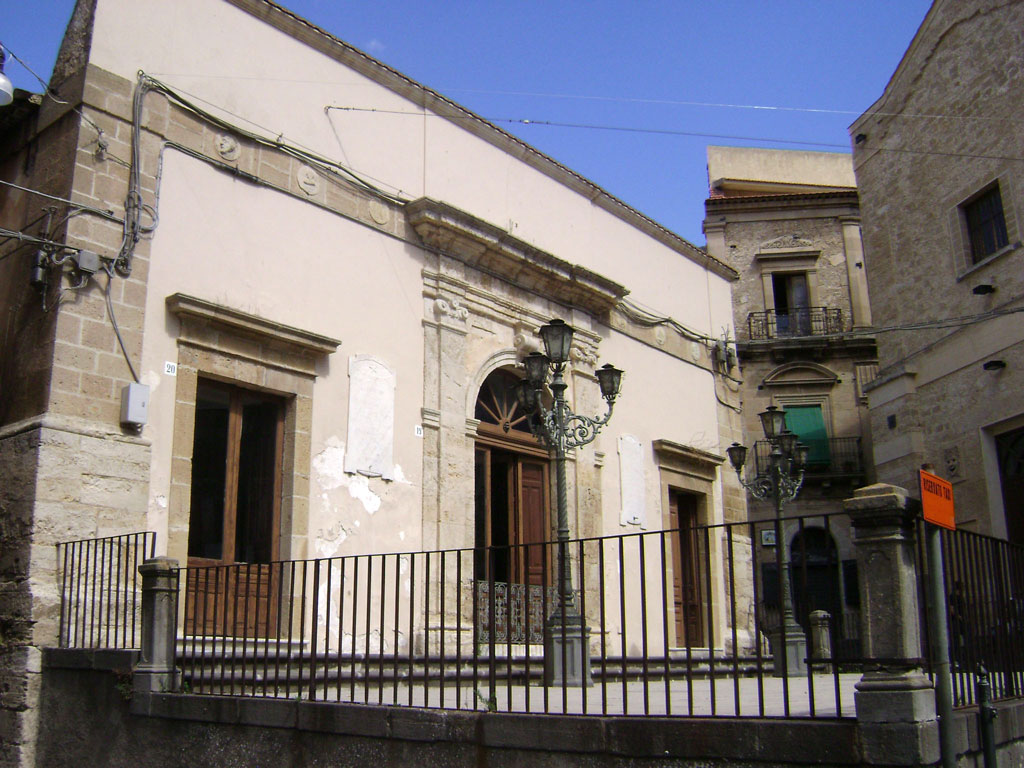
Circolo di Cultura (ex Circolo di Conversazione dei Civili, ex Sede del Senato Cittadino) Luigi Capuana

Circolo di Cultura Luigi Capuana: Fino al 1767-68 era la sede dell'amministrazione comunale, la Loggia. Successivamente nel 1841, essendo sindaco Antonio Bellone, fu concessa in affitto al Circolo di Cultura, come sala di conversazione dei nobili (notabili) della città. Poiché il canone di affitto non veniva pagato ne nacque un contenzioso che, essendo sindaco Giacomo Tamburino Muratori, fu sanato nel 1908 con la stipula di un contratto di enfiteusi (notaio Pitari). La Loggia nel 1615 era stata teatro dell'arresto del cavaliere Soldano (Sudano), uno dei protagonisti dell'episodio della Rotta del Conte. Negli anni '20 del secolo ventesimo divenne la Casa del fascio, per tornare la sede del Circolo di Cultura Luigi Capuana nel dopoguerra. Il salone interno è decorato e arredato in stile floreale.

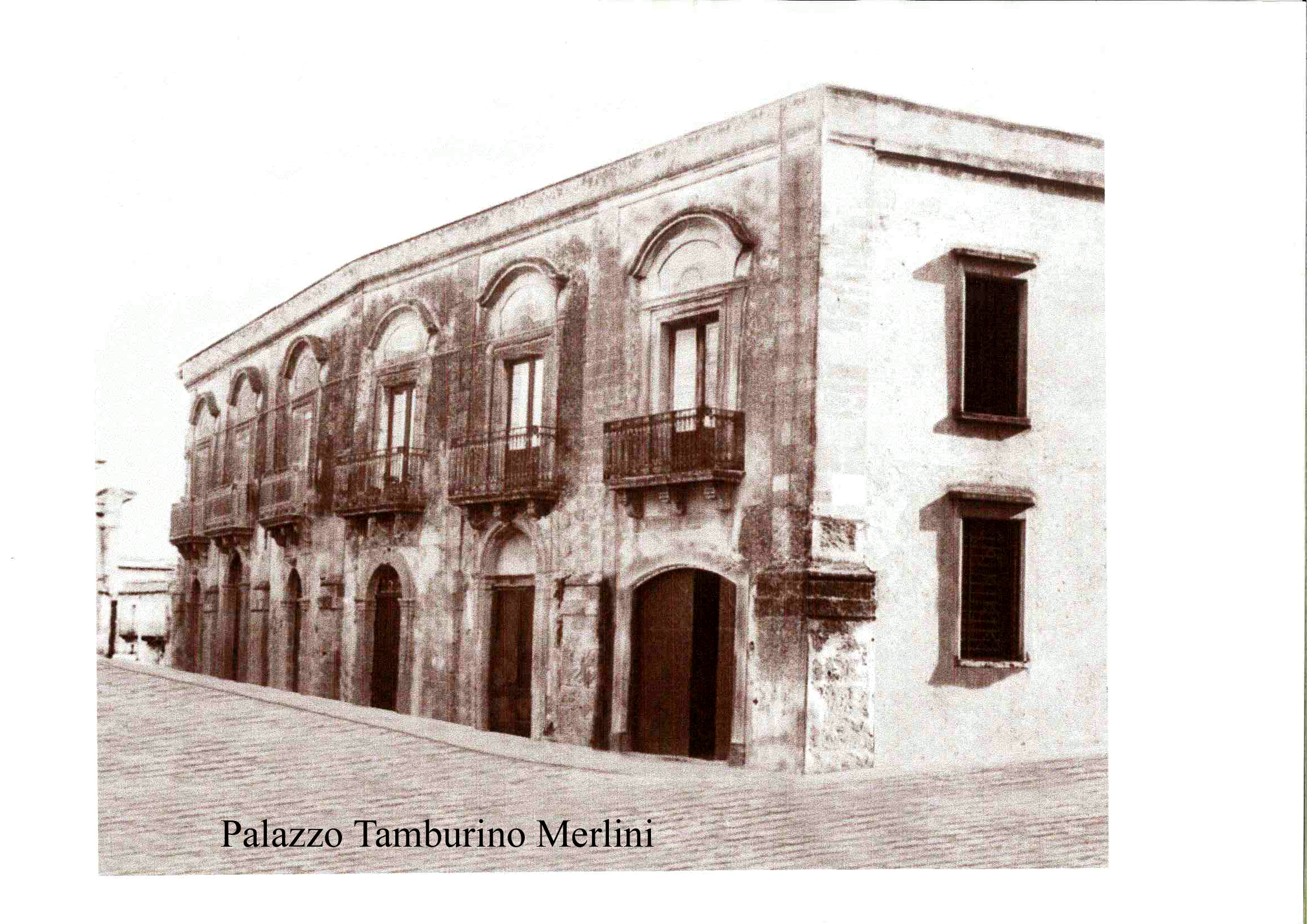
Palazzo Tamburino Merlini

Palazzo Tamburino Merlini, anch'esso settecentesco con chiari richiami al barocco siciliano, fu abitato dallo storico e archeologo Corrado Tamburino Merlini, parroco maggiore della Collegiata S.Agrippina, al quale è intestato il museo archeologico di Mineo. Il palazzo sorge in via Paolo Maura (un tempo via del Collegio) allo sbocco sullo spiazzo di S. Agrippina. In esso era allocato l'unico oratorio privato di Mineo, istituito nel 1802 con "breve pontificio" di Pio VII che ne concedeva "il privilegio" ai fratelli D. Pietro e D. Ignazio Tamburino. In questa dimora è stato recentemente ambientato il romanzo di Giacomo Tamburino "Quattro matrimoni per un erede" Editore Maimone 2002, premio letterario L. Capuana 2003.
Palazzo Morgana: Il palazzo, pare esistesse già in epoca medievale, era la casa della famiglia Buglio. distrutto dal Terremoto del Val di Noto nel 1693, fu ricostruito utilizzando materiale lapidea proveniente dal castello Ducezio (Castellano ne era proprio il Buglio). Delimita il largo S. Maria Maggiore dal lato opposto alla chiesa. Ha un prospetto sobrio in stile classico e un interessante cortile interno.

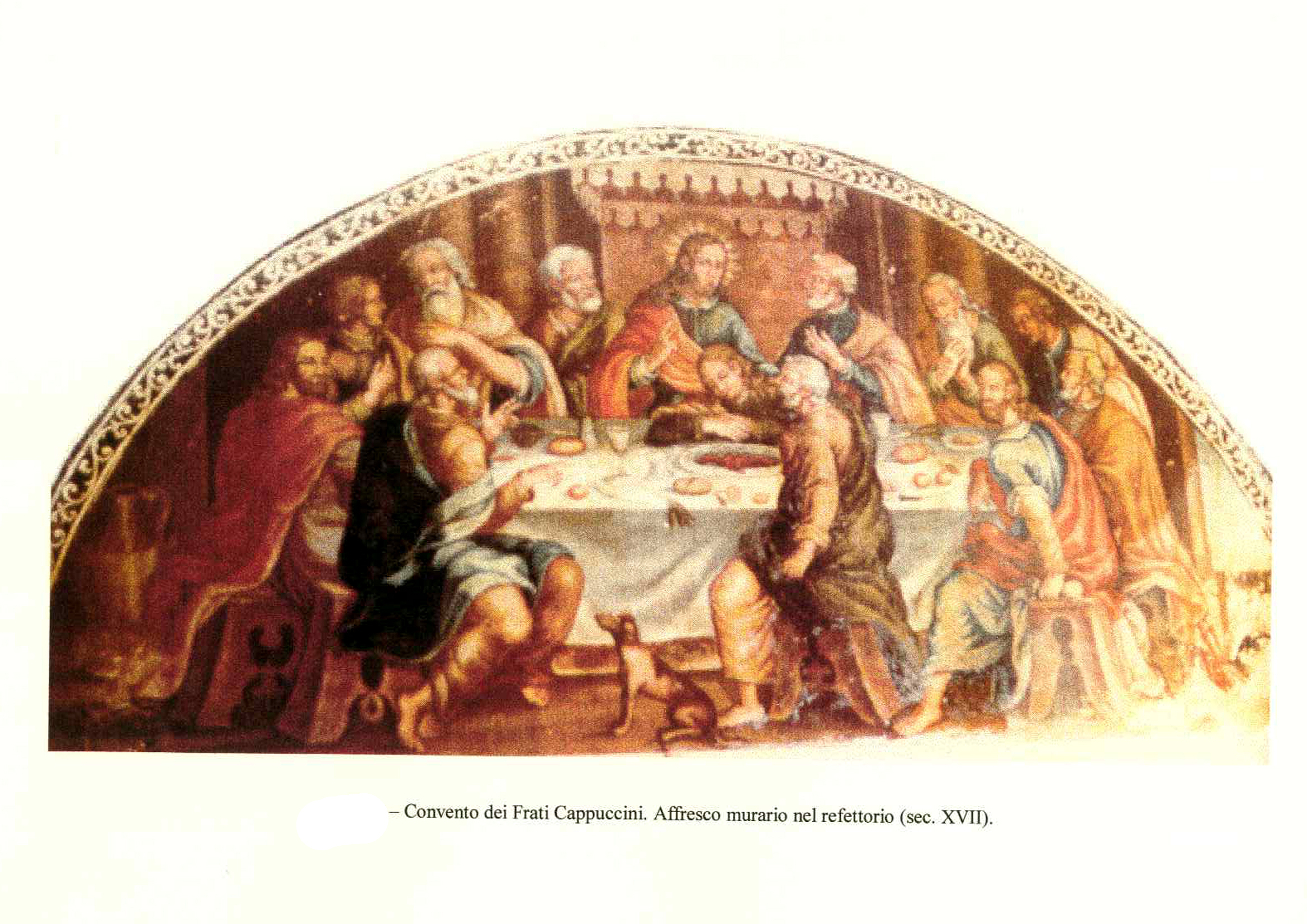
Refettorio convento San Vito:affresco settecentesco

Cimitero e chiesa di S. Vito: l'area cimiteriale si trova nella "silva" del convento dei frati cappuccini. La chiesa (sec. XVII) è dedicata a S. Vito, riprodotto in una bella statua lignea, e alla Madonna della Grazie, raffigurata in un interessante dipinto ad olio (ambedue oggi nella pinacoteca dei frati cappuccini a Caltagirone). Nella sala del refettorio si ammira un affresco settecentesco riproducente l'ultima cena. Nel cimitero di particolare pregio è la cappella gentilizia della famiglia Tamburino Muratori, opera dell'architetto Santi Bandieramonte. La cappella (1904) chiude il viale principale del cimitero. L'esterno, tutto in pietra bianca, è in stile gotico-italiano, arricchito da colonne a spira e, nel timpano dell'ingresso, da un delicato bassorilievo raffigurante "la Pietà". Il convento, inoltre, ingloba i resti di una qubba islamica di incerta datazione: l'edificio a pianta quadrata, presenta presso ogni suo lato, come da prototipo islamico, aperture ad arco ogivale quasi del tutto murate nel corso dei secoli. La copertura originale della qubba risulta distrutta a seguito della sostituzione della parte cupolata con un lastrico a terrazzo, intervento molto invasivo che di fatto ha rescisso anche i pennacchi di raccordo angolare.
Scuole Elementari: Luigi Capuana: L'edificio scolastico è stato costruito dopo l'abbattimento dell'antico monastero delle Benedettine. Costruito nel 1935 dall'architetto Francesco Fichera di Catania, fu voluto dal senatore menenìno Antonio Albertìni, sottosegretario al ministro di grazia e giustizia durante il ventennio fascista.
Palazzo Ballarò: sul Largo Santa Maria Maggiore si trova il settecentesco palazzo Ballarò. Le linee architettoniche sono semplici ed eleganti. Dal 2009 è la sede provvisoria del Municipio.

### Architetture religiose

#### Quadro storico
Nel XIV secolo a Mineo esistevano tre chiese principali: Sant'Agrippina, Santa Maria de Graecis (l'odierna Santa Maria Maggiore) e Santi Pietro e Paolo. A questi edifici sacri nel corso dei secoli se ne aggiunsero molti altri, fino ad arrivare a circa una cinquantina di luoghi di culto di diverse dimensioni e importanza collocati sia nel centro abitato che nelle campagne. Alcuni sono ancora esistenti, di altri sono rimasti solo le denominazioni mentre gli edifici sono in parte o del tutto scomparsi o trasformati in abitazioni civili. Ecco un elenco: Santa Maria della Porta (sita in piazza dei Vespri, trasformata in abitazione civile), Santa Margherita (via Ducezio), San Sebastiano, Santissimo Salvatore, Santa Maria degli Angioli, San Giovanni dell'ordine dei Cavalieri di Malta, Santa Maria della Mercede e annesso convento (in piazza Buglio e trasformata in Auditorium comunale e nel Centro Interculturale Giovanni Paolo II), Sant'Antonio abate (contrada Acquanuova), Santo Spirito (particolare la forma circolare), Santa Croce (abitazione civile), San Benedetto con il monastero annesso (le attuali Scuole elementari), Sant'Agostino (sita in largo Tomba Gallica), San Michele Arcangelo (via Palica), Santa Teresa d'Avila con l'ospizio dei Fatebenefratelli (via Orfanelli), Santa Maria de Audientia.
Oltre le chiese su elencate ve ne erano altre al di fuori del centro abitato: Santa Maria alla Montata Grande, San Nicola, San Cataldo, Santa Maria di Portosalvo, Madonna del Piliere (sono visibili ancor oggi i ruderi), Madonna Annunziata, Santa Maria dei Sette Dolori, San Gaetano (contrada Serravalle), Santa Maria del Rosario (contrada Favarotta), Sant'Agrippina (Lamia), Sant'Ippolito con l'annesso convento, San Gregorio Magno, Madonna della Pietra e San Leonardo con gli annessi conventi in contrada Fontanelle, San Giacomo apostolo (contrada Donna Santa), Santa Veneranda, San Costantino, Santa Maddalena, Santa Maria del Piano (presso Grammichele), San Filippo, San Rocco, Sant'Ignazio di Loyola, San Giovanni Battista, Sant'Anna, Santa Croce, San Giovanni evangelista, San Liu (San Leone), San Pietro di Alcantera, Sant'Elia (contrada Monaci), San Benedetto al Borgo, San Giorgio (della quale si sconosce il sito).
Altre chiese rurali erano presenti nelle contrade di Maggiordomo, di Vallenuova, di Niscima, Ogliastro, Monfalcone, Area del Conte e Poggiarelli. In epoca più recente si è aggiunta la chiesa del Sacro Cuore nella frazione di Borgo Pietro Lupo.

#### Elenco delle chiese
- Chiesa di San Pietro;
- Chiesa di Sant'Agrippina;
- Chiesa di Santa Maria Maggiore;

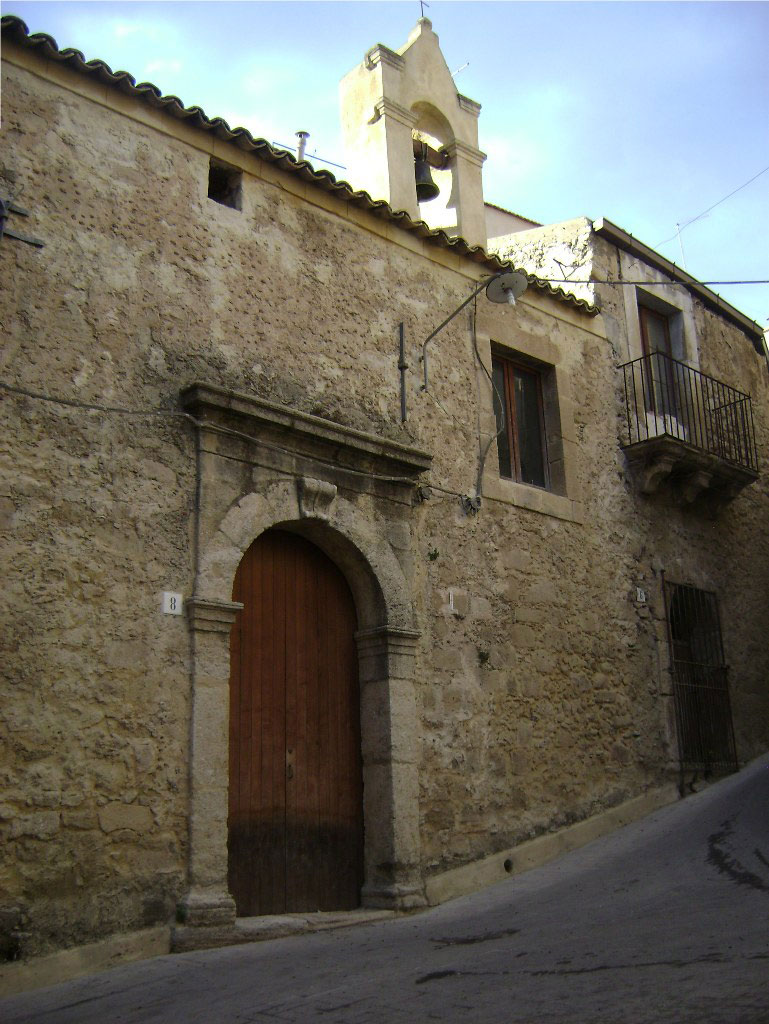
Chiesetta di Santa Caterina

- Chiesa della Madonna di Odigitria;
- Chiesa di San Tommaso Apostolo con annesso ex Collegio dei Gesuiti;
- Ex chiesa di Santa Maria della Porta;
- Chiesetta di Santa Caterina;
- Chiesa di San Francesco d'Assisi;
- Chiesa di San Vito (Santa Maria delle Grazie) e convento dei Padri Cappuccini;
- Parlatorio Monastero di Santa Maria degli Angioli;
- Ex chiesa di Santa Teresa d'Avila;
- Chiesa della Madonna della Mercede;
- Chiesa e convento di Sant'Antonio Abate;
- Chiesa di Santa Margherita;
- Chiesa Santo Spirito;
- Chiesa di San Sebastiano;
- Chiesa del SS. Salvatore;
- Grotta di Sant'Agrippina.

### Siti di interesse naturalistico

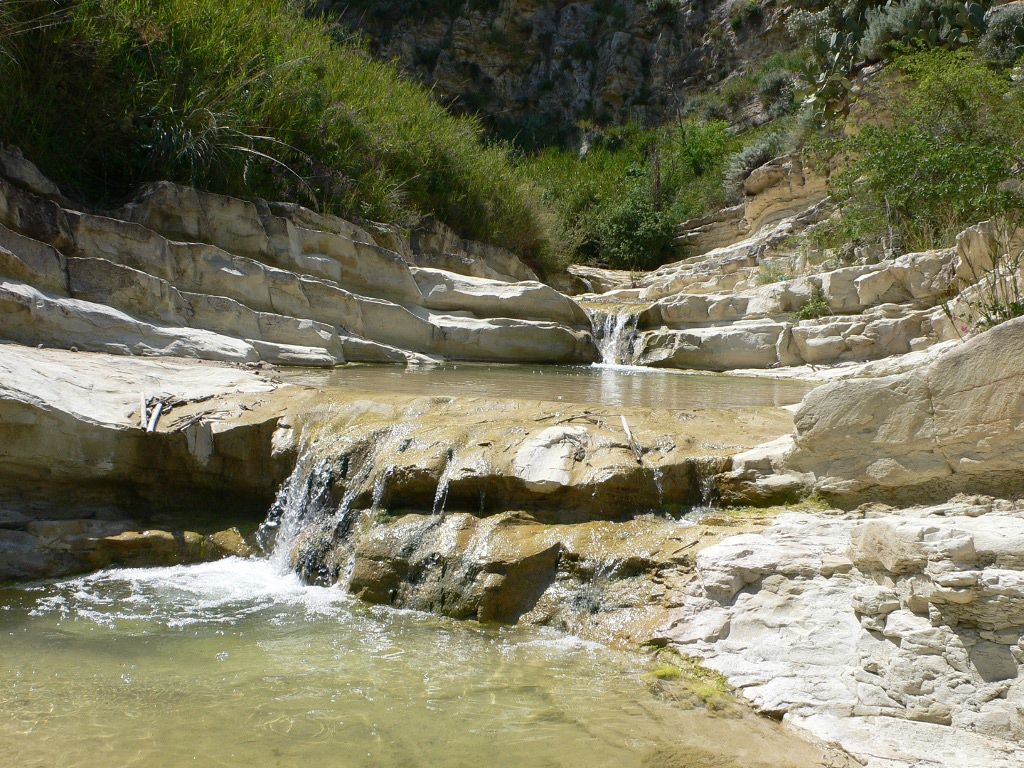
Il torrente Lamia

I siti di interesse naturalistico sono diversi e offrono grande varietà: Altura di Poggio Rocchicella, il Monte Catalfaro, le Grotte di Caratabia, il Lago Naftia (irreggimentato da un'azienda che ne estrae CO2), il canyon nel vallone Lamia e le Grotte di Sant'Agrippina, Il vallone di Fiume Caldo, Il boschetto di pini marini di Ballarò (privato), l'altopiano di Camuti ecc.
- Il sito archeologico di Poggio Rocchicella -Paliké nei pressi di Palagonia

Il santuário dei Palikoì, presso Poggio Rocchicella è stato scavato da Brian McConnell e Laura Maniscalco e gli scritti sul sito dipendono molto di questo scavo. Il luogo viene utilizzato fino al II/III secolo d.C. Diodoro Siculo dice che in questo santuário si facevano importanti giuramenti que servivono a dirimere le controversie fra persone di potere diverso. (cf Federica Cordano. Il Santuario dei Palikoí. Aristonothos, n. 2. Università degli Studi di Milano, 2008) (Google Maps 37.33113,14.703312. 
Per vedere area archeologica di Paliké .
- Boschetto di Ballarò
- Grotte di Caratabia
- Vallone di Fiume Caldo
- Altopiano di Camuti
- Canyon nel vallone Lamia e la Grotta di Sant'Agrippina
- Monte Catalfaro

## Geografia antropica

### Frazioni e quartieri
Mineo ha un'unica frazione, il Borgo. Borgo Pietro Lupo dista circa 17 km dal centro di Mineo.
La città è divisa in quartieri che corrispondono alle tre parrocchie, la suddivisione è segnata da tre vie che si irradiano dalla piazza centrale piazza Ludovico Buglio verso la periferia. Queste vie sono: Via Palica (Varanna, Via Grande) che separa il quartiere di Sant'Agrippina da quello di San Pietro. Via Divisione che separa il quartiere di San Pietro da quello di Santa Maria. Viale Crispi (Tri Pali) che separa il quartiere di Santa Maria da quello di Sant'Agrippina.
- Sant'Agrippina
- San Pietro
- Santa Maria

Oltre alla suddivisione in quartieri ce n'è una informale in rioni, il luogo in cui si organizza tradizionalmente la vita sociale della comunità.
- Sant'Agrippina:
  - Pusterna
  - Chiazza (Piazza)
  - Faraporta (Fuoriporta - Viale delle Rimembranze)
  - Mura 'e Sant'Arpina (Mura di sant'Agrippina)
  - Sant'Austinu (Sant'Agostino)
  - Rabbato
- San Pietro:
  - Litria (Odigitria)
- Santa Maria:
  - Mura 'e Santa Maria (mura di Santa Maria)
  - Rocca
  - San Franciscu (San Francesco)
  - Santu Puolitu (Sant'Ippolito)
  - Acquanova
  - Tagghiata (Via Sotto Castello)

In territorio di Mineo, Contrada Cucinedda, a circa 9 km dal centro abitato, si trova il Residence degli Aranci, dal 2001 al 2011 alloggio delle famiglie dei militari statunitensi di stanza nella base di Sigonella, e, dal 2011 al 2019, sede di un C.A.R.A. (Centro di accoglienza per richiedenti asilo).

### Toponomastica

#### Urbana

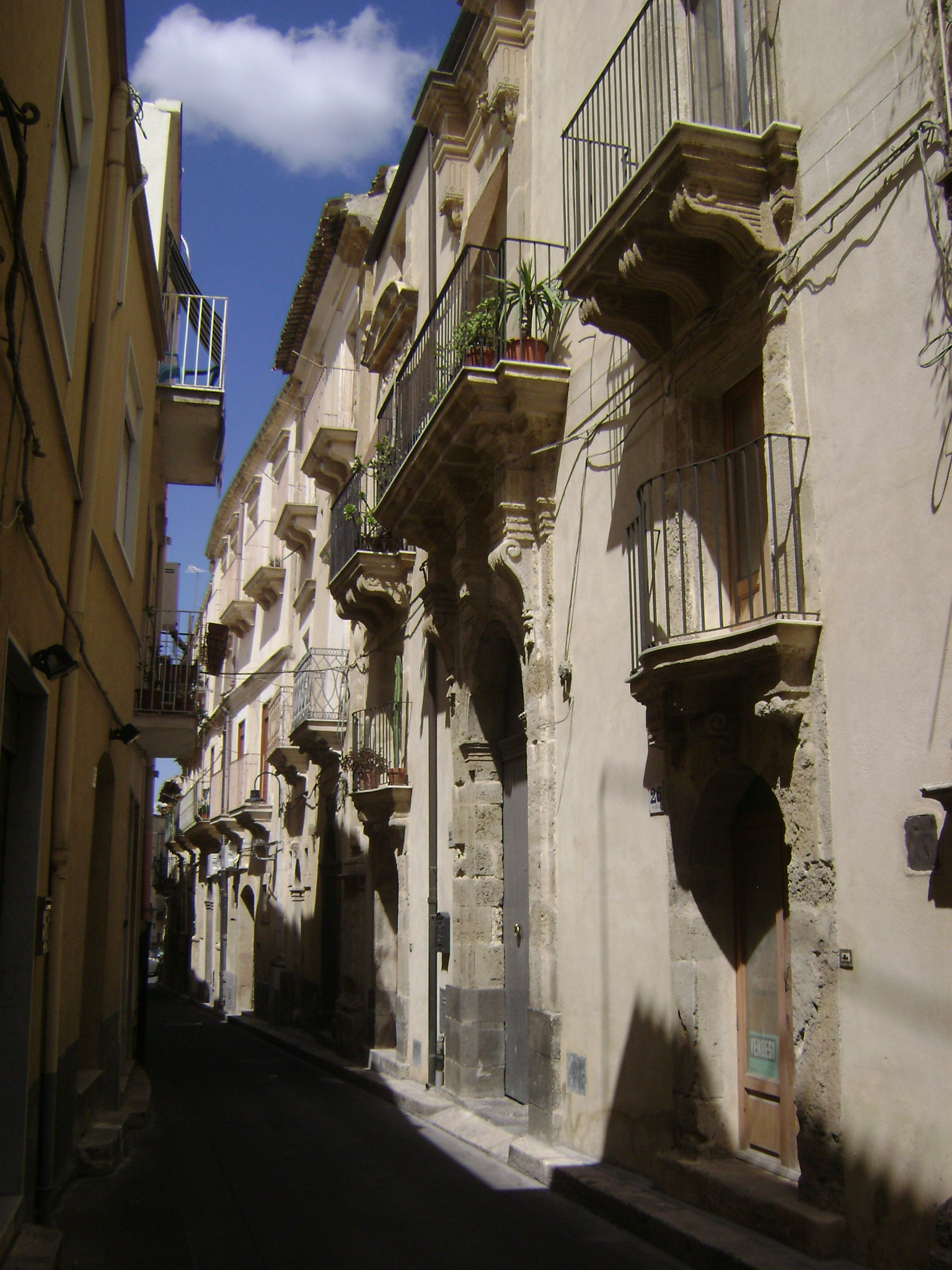
Via Erice

La toponomastica urbana della città fa riferimento, nella stragrande maggioranza dei casi, a famiglie, personalità o eventi relativi a Mineo. Quando l'amministrazione comunale (prima metà del XIX secolo) decise di denominare vie e strade in maniera univoca sulla base delle "isole", cioè la denominazione dell'isolato adiecente, il più delle volte questo assumeva il nome di una delle famiglie proprietarie (via Cardello, via Messina, via Renda ecc.). In alcuni casi si sono usati nomi legati a luoghi preesistenti (in particolare, edifici di culto: ad es. via Santa Croce, Largo Santa Maria, via San Francesco ecc.)
In linea di massima tutte le amministrazioni succedute hanno mantenuto il criterio di denominare vie, vichi, cortili e piazze attingendo al patrimonio culturale e civile cittadino (Via Luigi Capuana, Via Paolo Maura, Via Erice (una delle antiche Mene), Via Ducezio ecc.). Nella prima metà del XX secolo si è però ricorso, in una decina di casi, a nomi legati alla tradizione risorgimentale e ai ‘'miti'’ del nazionalismo di stampo sabaudo o fascista (via Roma, via Umberto I, via Carlo Alberto, cortile Baisizza ecc.). Il grande sviluppo urbanistico degli anni ‘80 e ‘90 del secolo scorso ha reso necessario la denominazione di circa 50 nuovi luoghi pubblici (vie, piazze, musei, giardini ecc.), anche in questo caso sono stati utilizzati i nomi di personalità del mondo della cultura (via Matteo Zuppardo ecc.), della scienza (via Corrado Luigi Guzzanti ecc.), della storia (via Pietro Rizzo) o nomi legati alle vicende storiche (via Rotta del Conte ecc.) di Mineo.
Accanto ad una toponomastica ufficiale ne sopravvive una ufficiosa in siciliano, utilizzata comunemente dai menenini (Via Ducezio / Stratalonga, Via Palica / Varanna, salita dei Margi / ‘a Scivula ecc., Largo San Pietro / Chianu 'e San Pietru ecc.)

#### Extraurbana

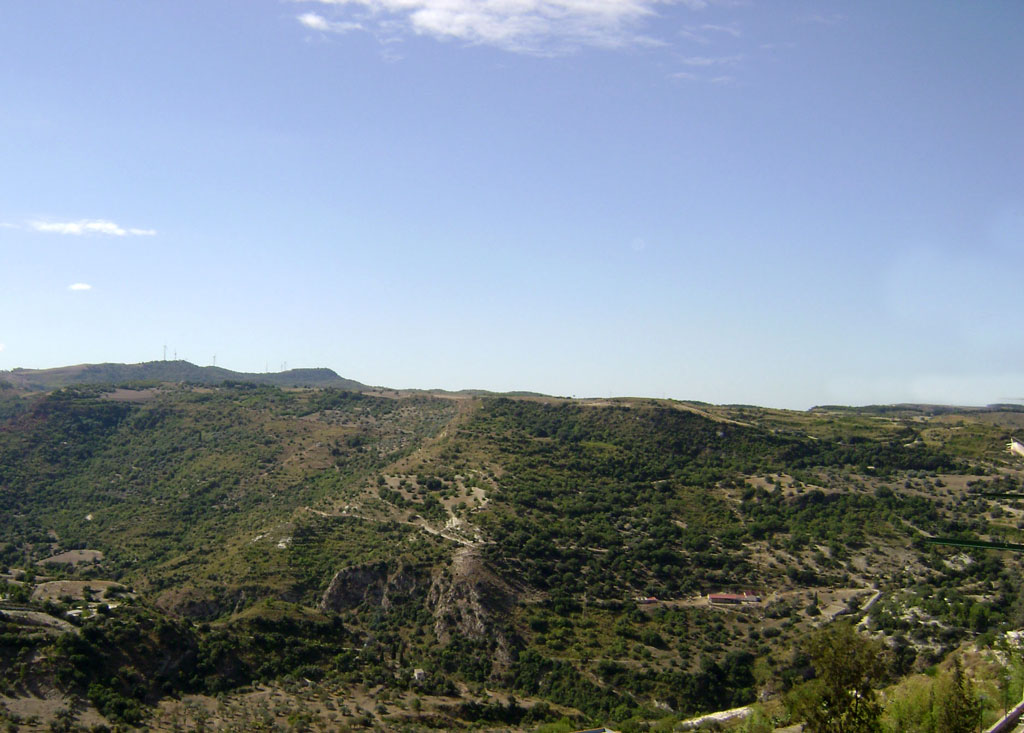
Altopiano di Camuti

La toponomastica extraurbana è caratterizzata dal grande uso di toponimi legati al cristianesimo. Numerose sono le contrade che si rifanno a nomi di santi (San Giovanni, San Leonardo, Santa Maria degli Ammalati ecc.), alcuni si riferiscono più precisamente a culti di rito bizantino (San Costantino, Papaianni ecc.). Altri toponimi sono legati a eventi storico-sociali: alla presenza araba è legato il nome di contrada Favarotta (ar. Fawwāra: "sorgente"), al conflitto arabo-normanno Boriotinto (il campo colorato dal sangue degli sconfitti) o Saraceni (il luogo dove s'accamparono le milizie islamiche) o ancora Aria 'o Conti (l'accampamento del Gran Conte Ruggero il normanno nell'assedio di Caltagirone), (all'epoca angioina il toponimo Franca ecc. Altri nomi sono palesemente ispirati all'idrografia o all'orografia ('U Munti, Muntagna, Ciumi Caudu (Fiume Caldo) ecc), altre alla flora o alla fauna (Corvo, Cirasella, Auluvitu, Sparagogna ecc.). In alcuni casi è connessa a fatti antropici: U 'mpisu (L'impiccato), Donna Ragusa ecc. È da notare che questa toponomastica ha marcati tratti conservativi; infatti da un confronto con gli archivi parrocchiali o notarili dei secoli scorsi ricorrenti sono i nomi di contrade che fin dall'inizio del XV secolo hanno conservato lo stesso nome (Vallenuova, Camemi, Fontanelle, Poggio Spiga [Spiye], Fiume Caldo, Marbucinu [Malvichini],Donna Ragusa, Baudiddi [Baldilli], Nicchiara [Niclare], Blancapiano [Brancaglano], Mungilutu, Vitali, Signurinu, Naftia [Nafittea], Petrasenula, Ruccueni [Roccovè], ecc.).

## Società

### Evoluzione demografica
Secondo dati desunti da Dizionario Topografico della Sicilia di Vito Amico, la popolazione di Mineo nel 1570 era di 8 456 (nel 1525 circa si contavano 1 631 fuochi); nel secolo successivo (1625 circa) era scesa a 5 219. Nel 1693 era di 6 723; nel 1713 5 540; nel 1779 4 000 circa; nel 1824 5 300, nel 1832 scese nuovamente a 5 212; nel 1859 circa 6 000, anche se Francesco Maggiore Perni riferisce di 8 355 abitanti nel 1861.  Nel 1921 era di 11 971 e nel 1931 di 11 440. Nel 1798 Secondo il volume Costituzione del regno di Sicilia stabilita dal parlamento dell'anno 1812 (p. 168, Napoli, Stamp. De Marco, 1848) la popolazione ammontava a 8026 individui, mentre per l'Afan de Rivera attorno al 1842 Mineo contava 8 300 abitanti. Questi dati sembrano alquanto incoerenti.
Abitanti censiti

### Emigrazione
Il fenomeno dell'emigrazione ha attraversato diverse fasi.
- Prima fase - fino al 1945 circa: i flussi erano orientati verso le Americhe e in particolare verso gli Stati Uniti. Nell'anno di 1897 dei cittadini di Mineo si imbarcano al porto di Genova nella nave Agordat e sbarcano in Brasile, a Santos, per lavorare nelle aziende e nelle fazendas di caffè nella regione di Ribeirão Preto (Stato di San Paolo).
- Seconda fase - dal 1945 al 1975: circa 4 000 giovani emigrarono verso la Svizzera (Burgdorf, Ginevra, Berna, Soletta ecc.), Italia settentrionale e in maniera minore verso Australia, Venezuela, Belgio e Germania.
- Terza fase - dal 1975: il flusso è numericamente molto minore, ma assolutamente costante. Sono coinvolti soprattutto giovani scolarizzati. Mete sono sempre il nord Italia, la Gran Bretagna e altri paesi UE.

## Economia

### Agricoltura

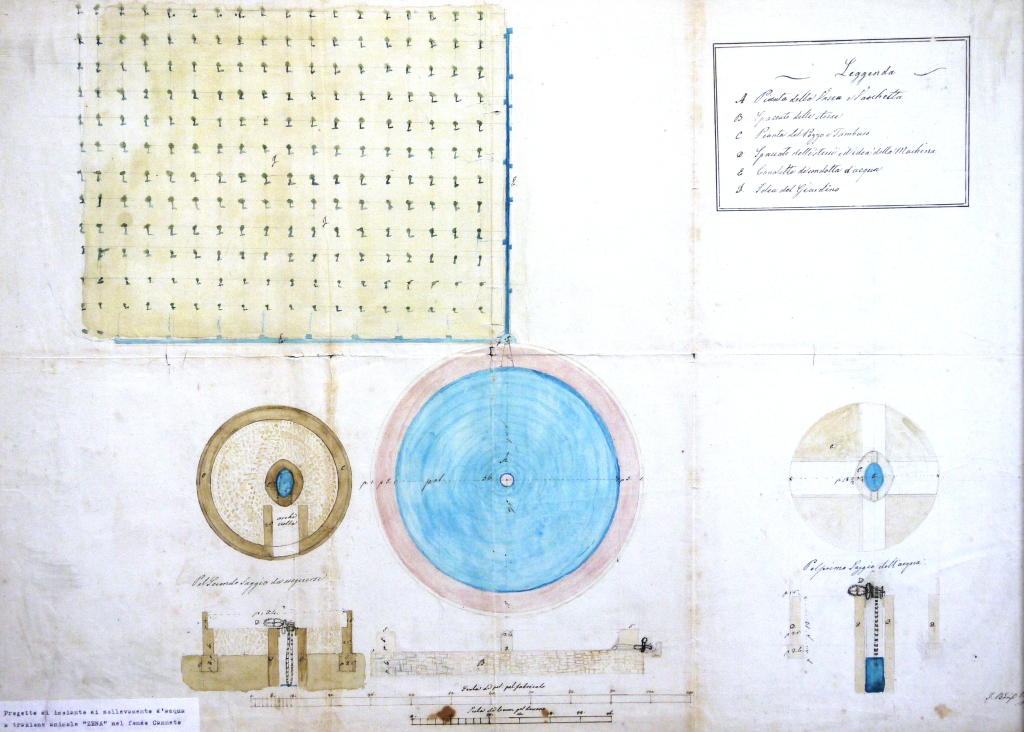
Progetto dell'agrumeto, della Zènia e della Gebbia, contrada Canneto 1890.

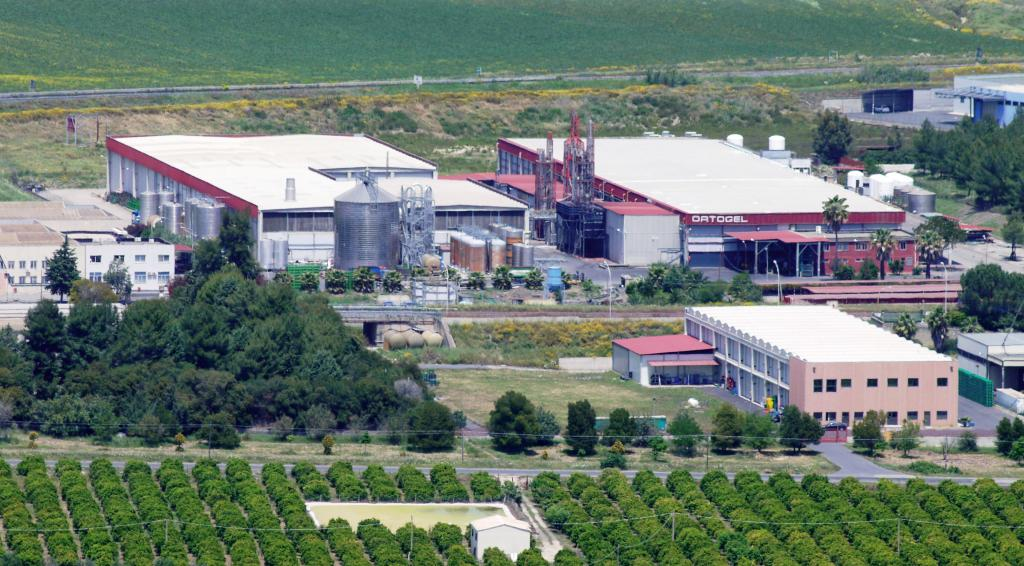
Stabilimenti Ortogel.

Il paesaggio naturale presenta due zone nettamente distinte: la pianura sottostante all'abitato, con i suoi verdeggianti e rigogliosi agrumeti, occupa la Valle dei Margi, estrema propaggine della Piana di Catania; la zona collinare è destinata a uliveti, mandorleti, noceti e ad altre colture ad alto fusto, mentre una piccola parte del territorio è occupata da boschi.
La pianura, un tempo coltivata a cereali, è oggi quasi esclusivamente coltivata ad agrumi ed è inclusa nella zona di produzione del Consorzio di Tutela dell'Arancia Rossa di Sicilia, con cultivar Tarocco, Sanguinello e Moro. Per la cronaca fu il menenino avv. Giacomo Tamburino a realizzare nel 1890 in contrada Canneto il primo impianto di agrumi a polpa rossa, irrigato con acque sotterranee sollevate da sistema a trazione animale (nòria: in dialetto "zènia") e raccolte in vasca ("gèbbia", dall'ar. jebḥ, "cisterna"). Sempre per la cronaca è stato l'ing. Marco Tamburino, nipote del suddetto Giacomo, a fondare (1982) nell'attigua zona industriale di Caltagirone, l'Ortogel, il più importante stabilimento siciliano (30000 m² coperti) per la surgelazione di succo di arancia.
Le zone collinari, vocate all'olivicoltura, con le proprie caratteristiche pedoclimatiche, con le affinate tecniche di coltivazione e di molitura, costituiscono la combinazione pregiata del nostro olio Extra Vergine d'oliva, che per la bassissima acidità, il gusto fruttato e delicato, l'intenso profumo e il colore verde brillante si fregia del marchio europeo D.O.P. “Monti Iblei”, sottozona Calatino.»

## Infrastrutture e trasporti

### Ferrovie
- Stazione di Mineo, sulla linea Catania-Caltagirone-Gela

## Cultura
Mineo è la città natale di numerose personalità di fama nazionale e internazionale. Tra i tanti si ricordano Luigi Capuana, Giuseppe Bonaviri, Paolo Maura, Croce Zimbone, Benedetto Cirmeni, Corrado Luigi Guzzanti, Pietro Rizzo ecc.
Agli abitanti di Mineo il drammaturgo Massimiliano Perrotta ha dedicato la commedia I meneni.
Dal 2022 la città fa parte del progetto del Primo parco mondiale dello stile di vita mediterraneo insieme ad altre 103 città del centro Sicilia.
Mineo è uno dei quattro comuni siciliani "presidio" dell'antico gioco dei tarocchi siciliani.

### Biblioteche e archivio storico
- Biblioteca Comunale Luigi Capuana
  - Ex biblioteca dei Padri Cappuccini
  - Biblioteca in Esperanto donata dagli eredi del prefetto Pietro Rizzo
  - Fondo Capuana
  - Fondo Croce Zimbone
- Archivio Storico Giuseppe Receputo Gulizia

### Musei e altre strutture

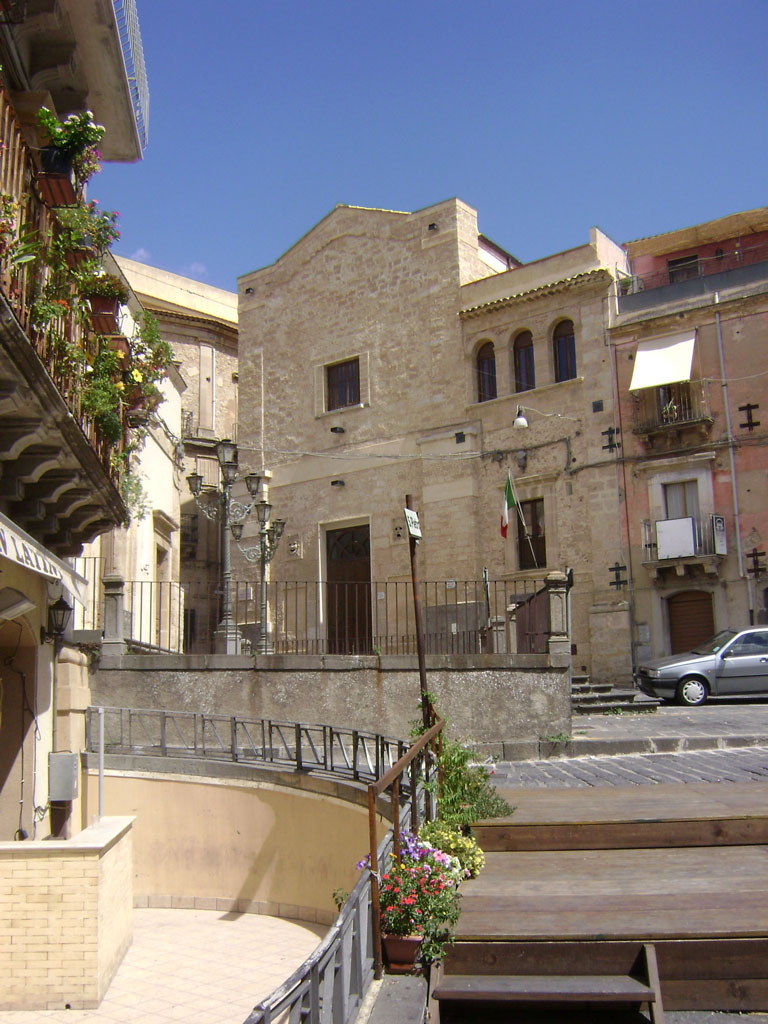
L'auditorium comunale

- Museo Civico Corrado Tamburino Merlini
- Museo etnoantropologico - Museo della Memoria
- Museo di sismologia e di meteorologia Corrado Luigi Guzzanti
- Casa museo Luigi Capuana
- Centro interculturale Giovanni Paolo II e auditorium comunale

## Amministrazione

### Gemellaggi
Mineo è gemellata con:
- Unieux

Mineo ha dedicato in onore alla sua città gemella piazza Unieux / place de Unieux.

## Galleria d'immagini

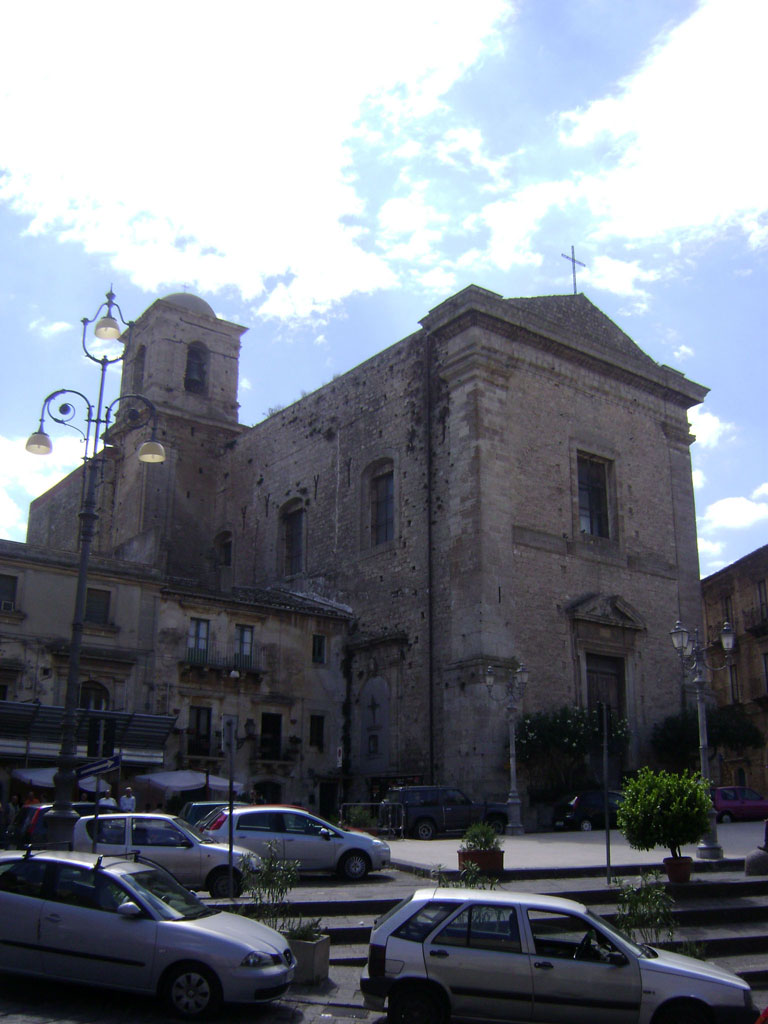
Chiesa del Collegio
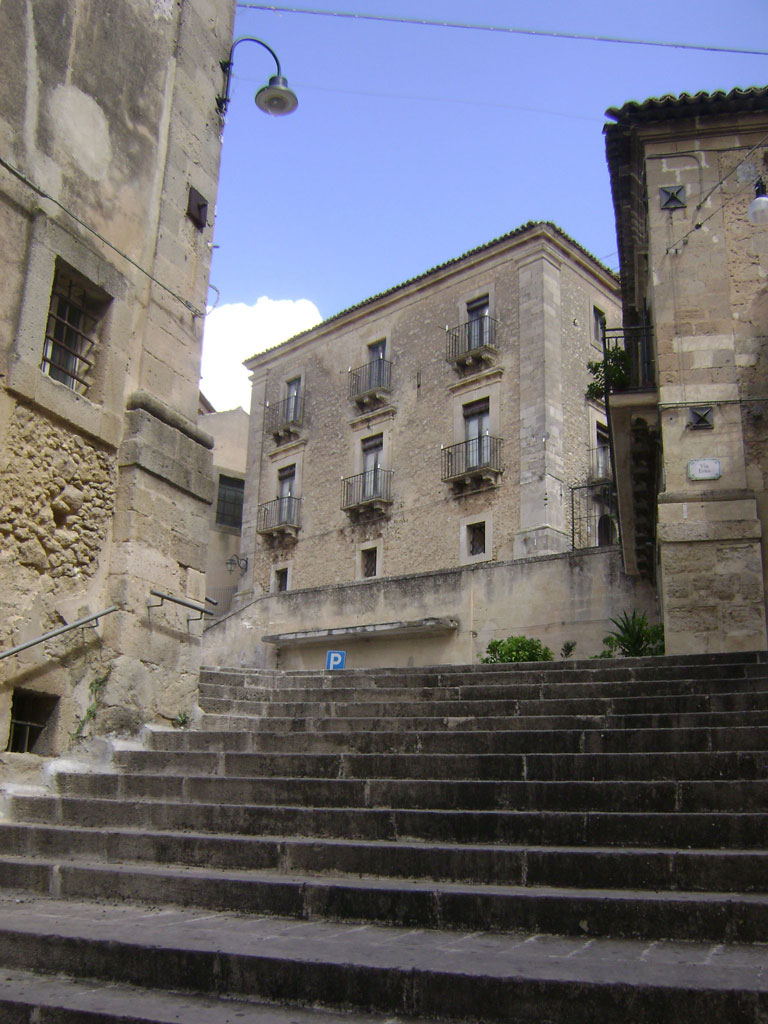
Palazzo Ciancico
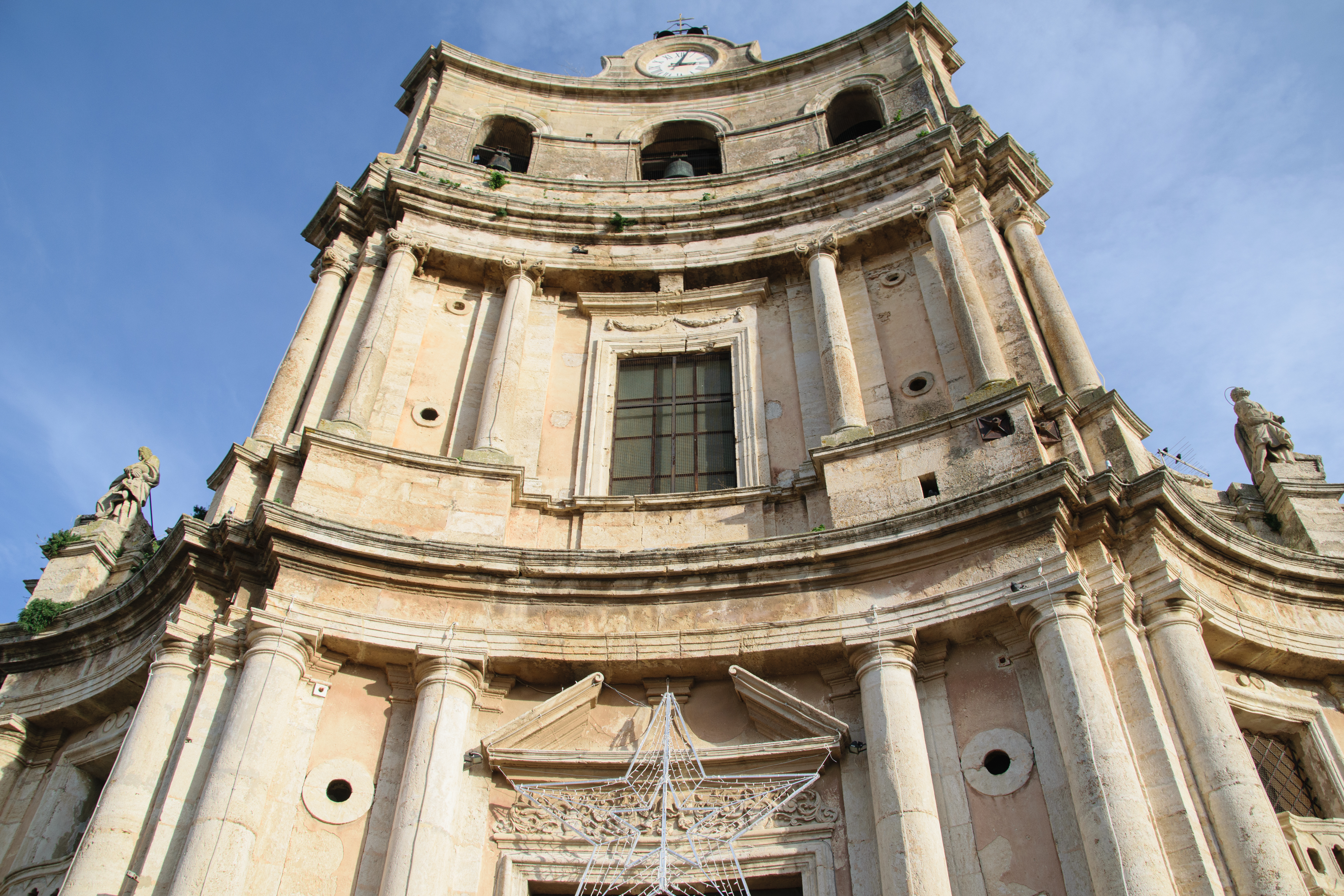
Mineo, Chiesa di San Pietro
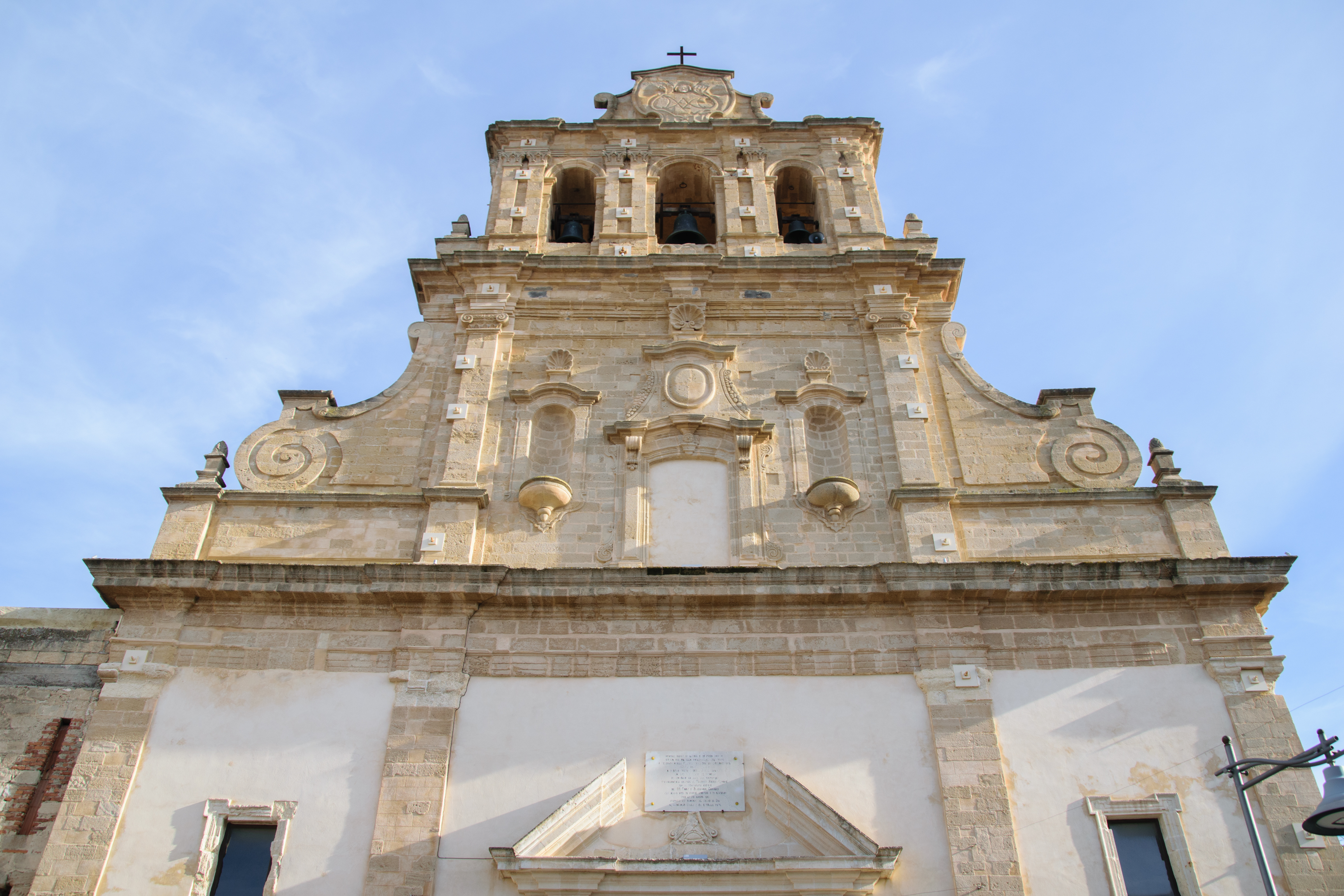
Mineo, Chiesa di Santa Maria Maggiore
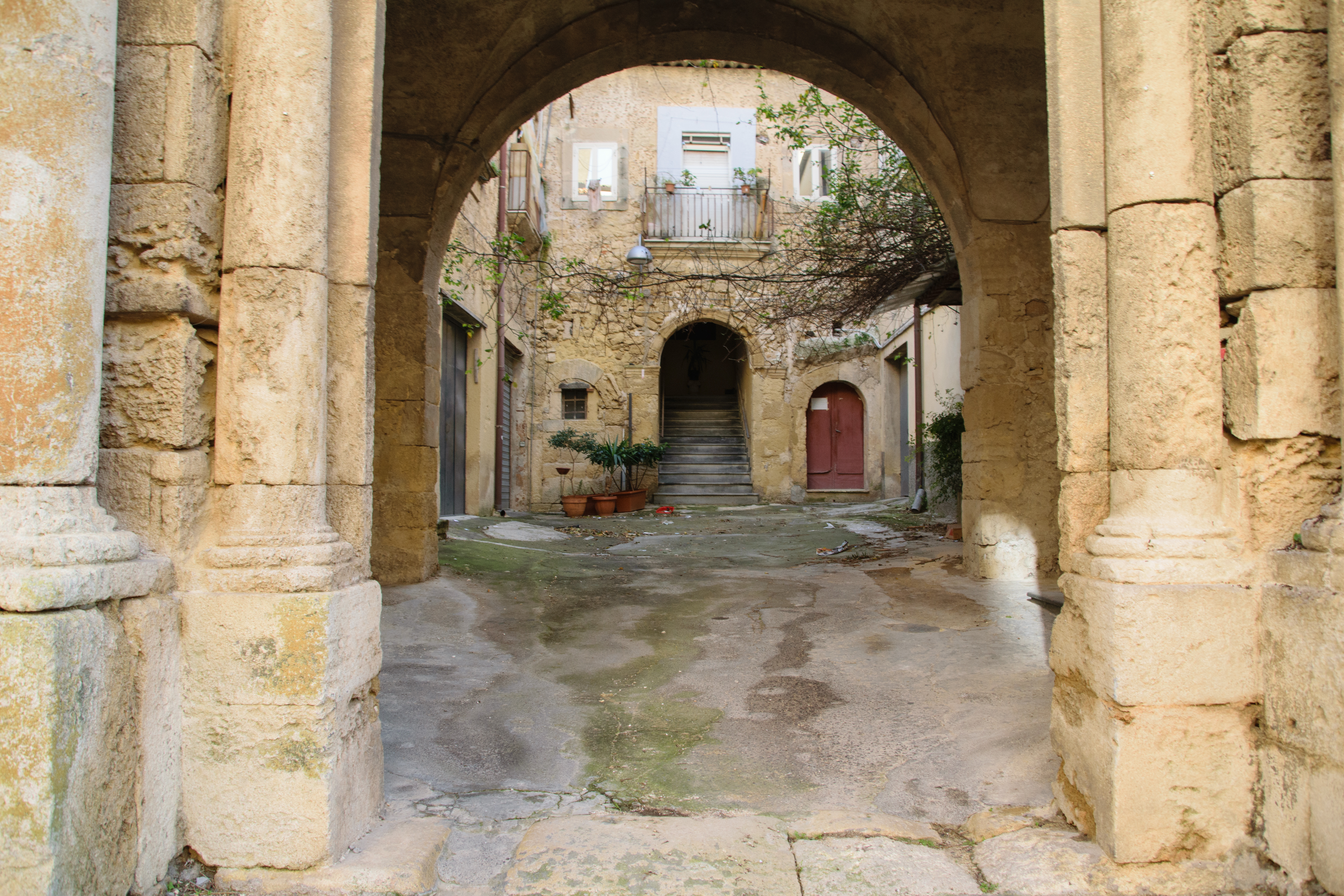
Mineo, palazzo Morgana (casa dei Roccaverdina)
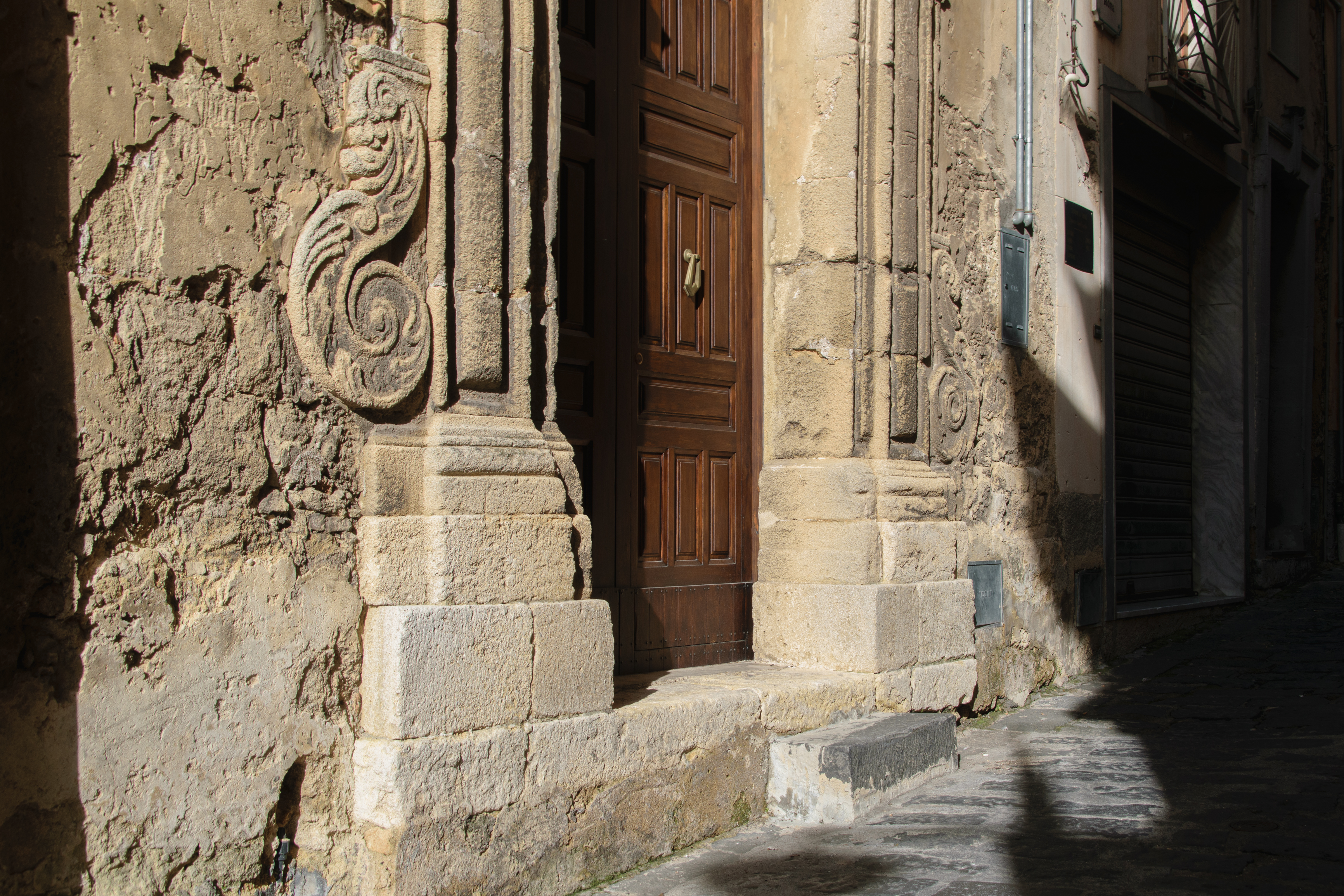
Mineo, portale
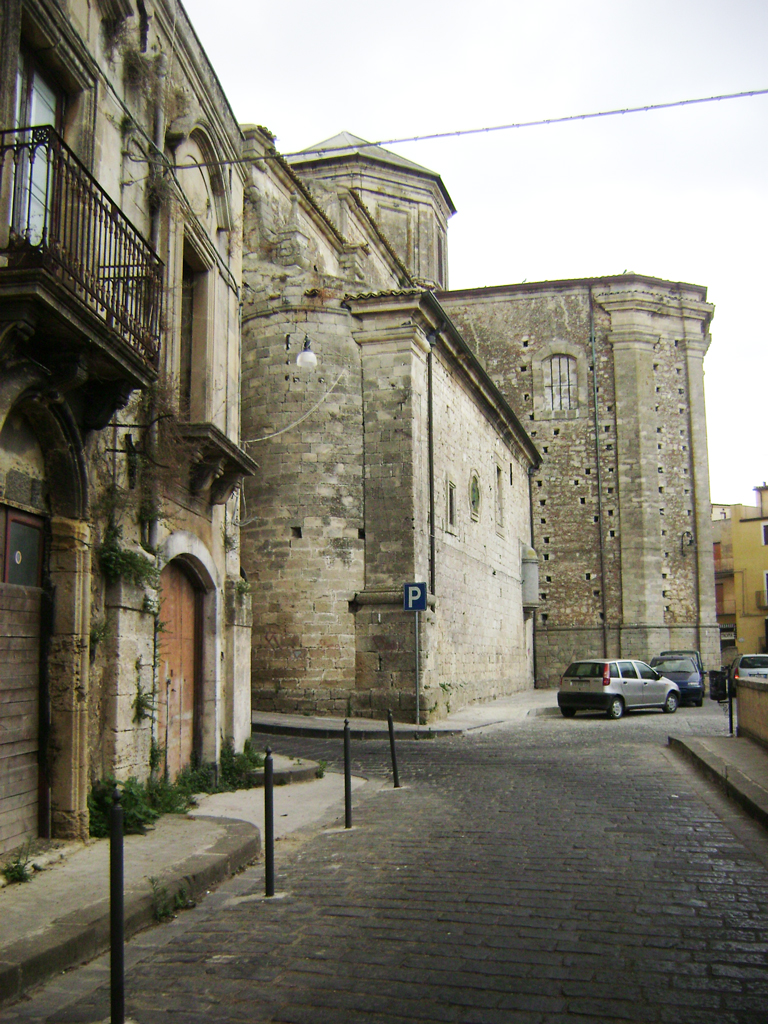
Chiesa di Santa Agrippina
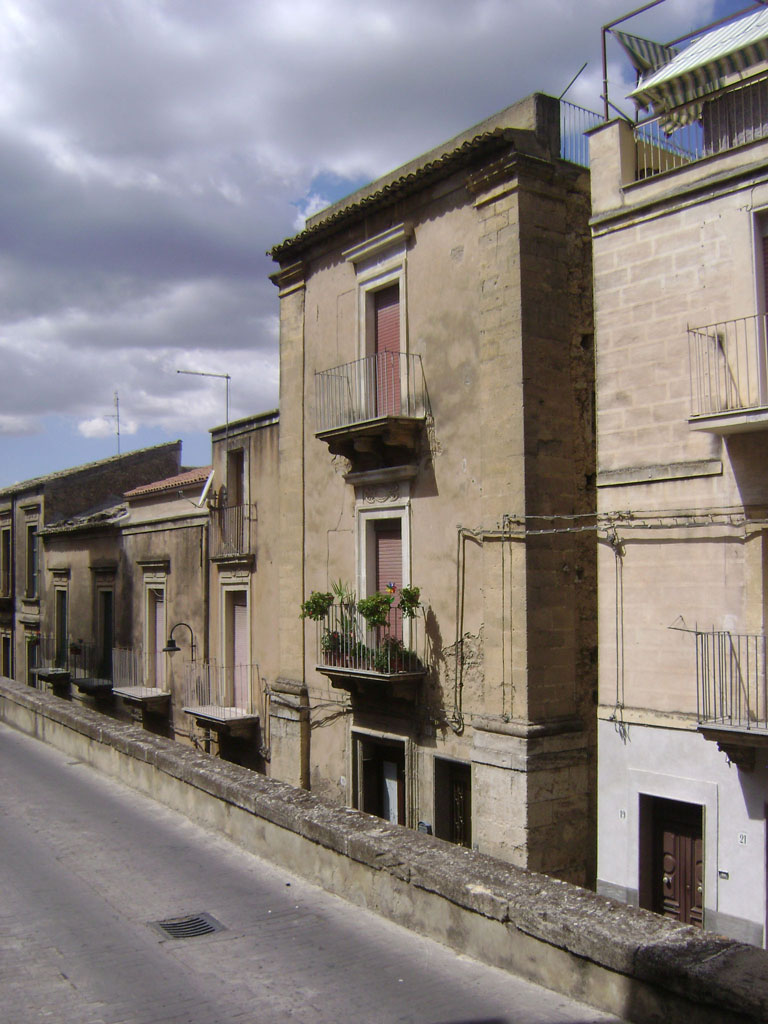
ex Chiesa di Santa Teresa
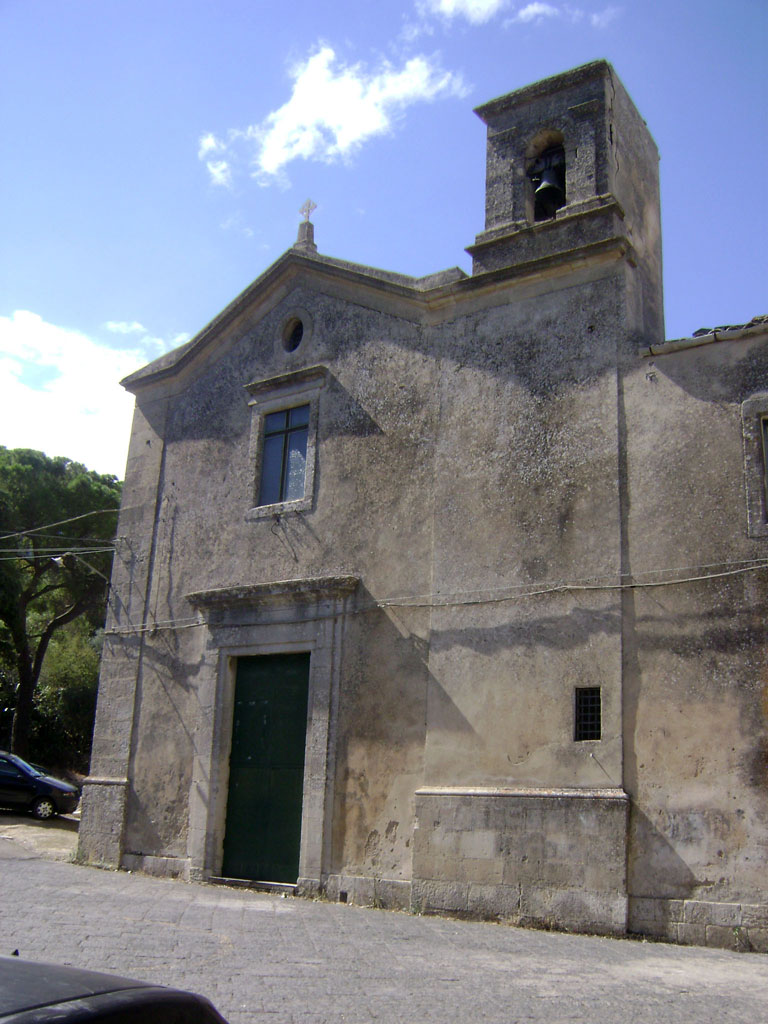
Chiesa di San Vito (Convento dei Cappuccini)
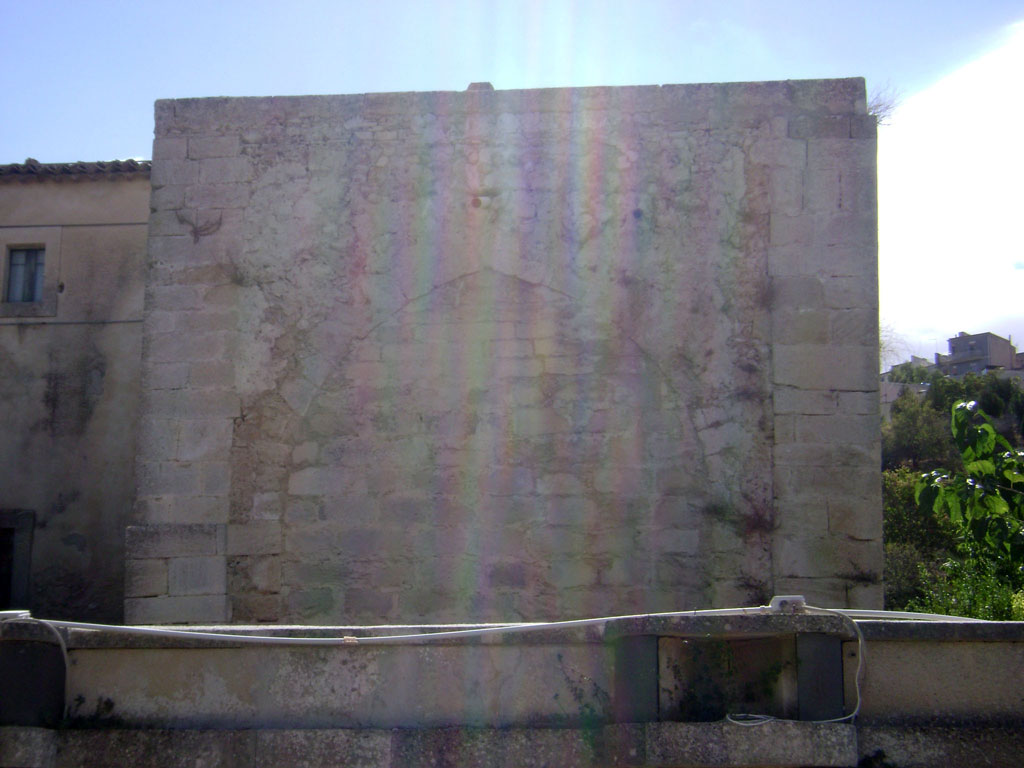
Ex convento dei Cappuccini - Cuba araba
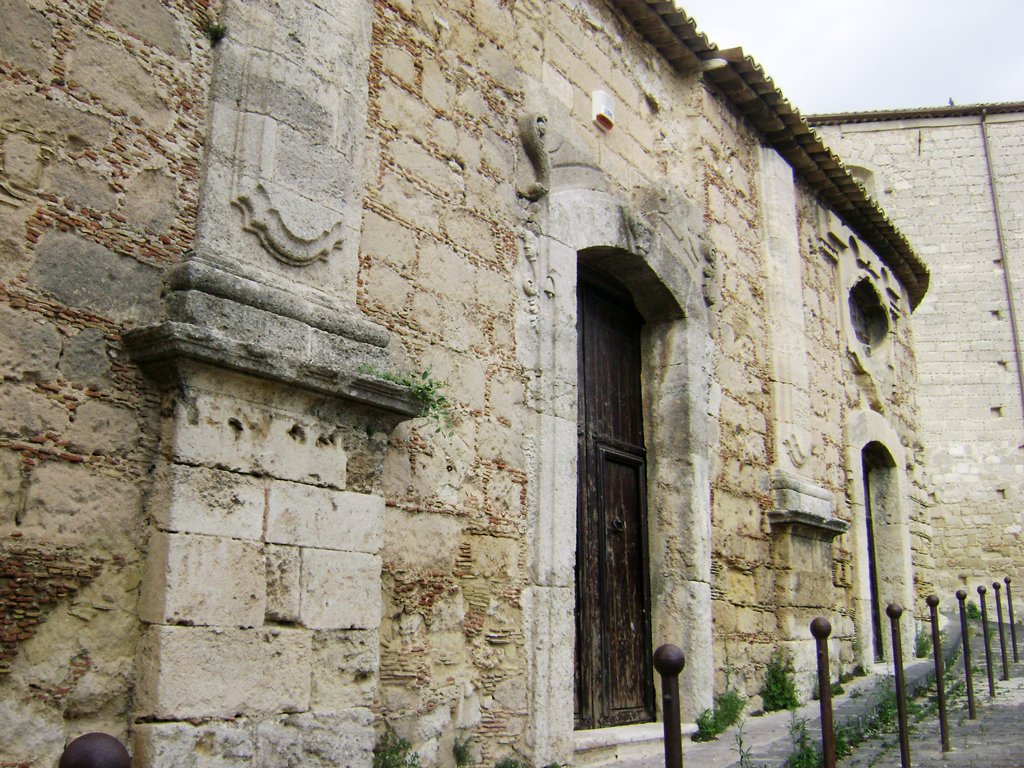
Monastero di Santa Maria degli Angioli
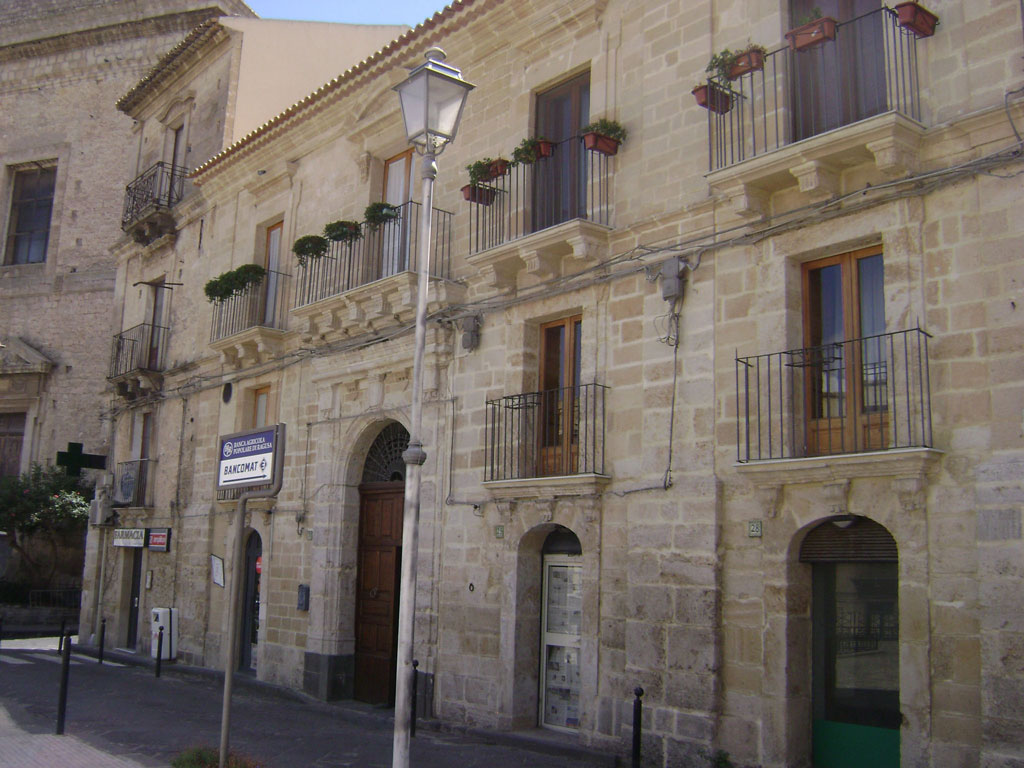
Palazzo Tamburino
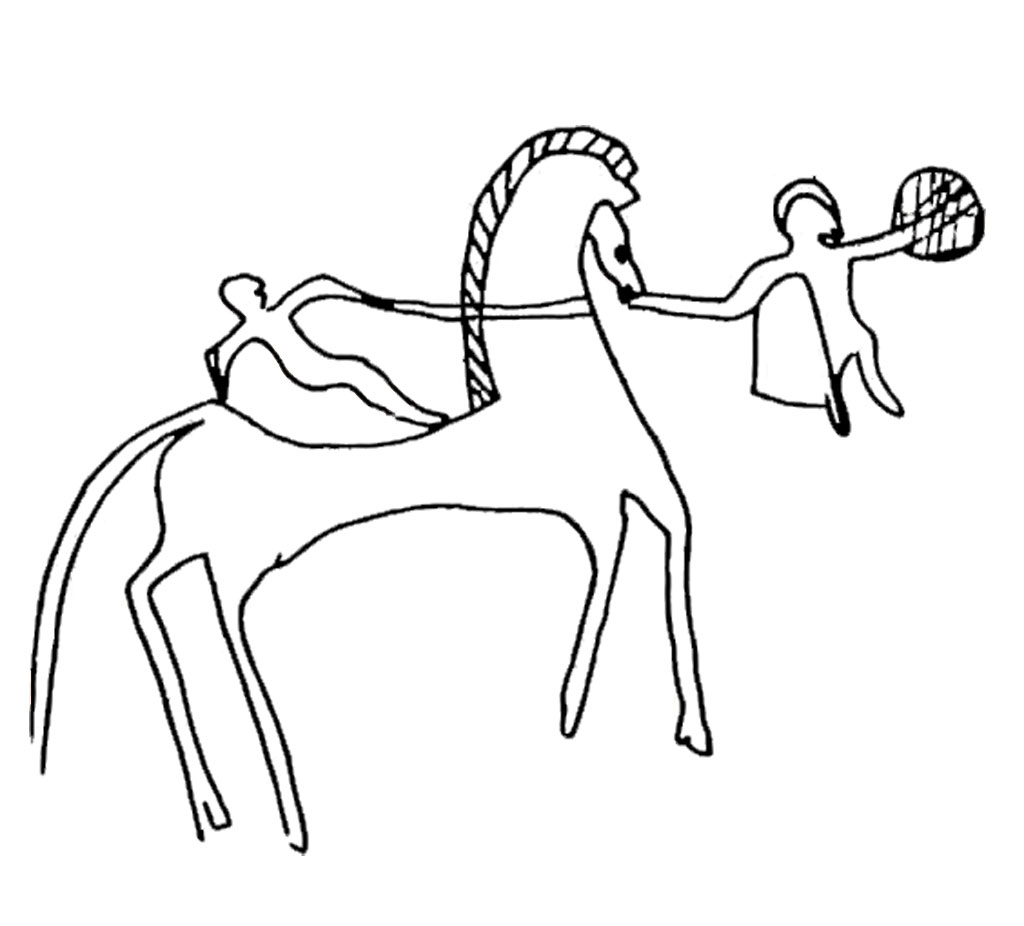
Graffiti nelle grotte di Carratabia